# Список птахів Норвегії
Цей список є списком видів птахів, спостережених на території Норвегії. Він базується на списку птахів Норвегії, який опублікувало Норвезьке орнітологічне товариство у 2014 році
Список включає 473 види, 2 з яких були завезені людиною, 1 вимерлий та 7 видів, що знаходяться на межі вимирання.

Теги, що використовуються для виділення охоронного статусу кожного виду за оцінками МСОП:
| EX | Extinct               | Зниклий                          |
| CR | Critically Endangered | Перебуває під критичною загрозою |
| EN | Endangered            | Перебуває під загрозою           |
| VU | Vulnerable            | Уразливий                        |
| NT | Near Threatened       | Близький до загрозливого стану   |
| LC | Least Concern         | У найменшій загрозі              |
| DD | Data Deficient        | Відомості недостатні             |
| NE | Not Evaluated         | Види з недослідженим статусом    |

## Список

### Ряд Гагароподібні (Gaviiformes)
Група водних птахів, що поширені у багатьох районах Північної Америки та Північної Європи. Відомо 5 видів гагар, з них 4 види трапляються у Норвегії.

#### Родина Гагарові (Gaviidae)
| Українська назва                 | Норвезька назва | Латинська назва | Автор таксона  | Статус МСОП | Поширення у Норвегії                  | Зображення |
| Ряд: Гагароподібні (Gaviiformes) |                 |                 |                |             |                                       |            |
| Родина: Гагарові (Gaviidae)      |                 |                 |                |             |                                       |            |
| Гагара червоношия                | Smålom          | Gavia stellata  | Brunnich, 1764 | LC          | Повсюдно                              |            |
| Гагара чорношия                  | Storlom         | Gavia arctica   | Linnaeus, 1758 | LC          | Повсюдно, на півночі лише влітку      |            |
| Гагара полярна                   | Islom           | Gavia immer     | Brunnich, 1764 | LC          | Повсюдно вздовж морського узбережжя   |            |
| Гагара білодзьоба                | Gulnebblom      | Gavia adamsii   | (Gray, 1859)   | NT          | Спорадично вздовж морського узбережжя |            |

### Ряд Пірникозоподібні (Podicipediformes)
Пірникози — це малих і середніх великих прісноводні пірнаючі птахи. Вони мають перетинчасті пальці і є чудовими плавцями і пірнальниками. Проте, їхні ноги розміщені далеко позаду тіла, що робить їх досить незграбними на суші. Відомо 20 видів пірникоз, з них 6 видів трапляються у Норвегії.

#### Родина Пірникозові (Podicipedidae)
| Українська назва                         | Норвезька назва | Латинська назва      | Автор таксона  | Статус МСОП | Поширення у Норвегії                                                                            | Зображення |
| Ряд: Пірникозоподібні (Podicipediformes) |                 |                      |                |             |                                                                                                 |            |
| Родина: Пірникозові (Podicipedidae)      |                 |                      |                |             |                                                                                                 |            |
| Пірникоза мала                           | Dvergdykker     | Podiceps ruficollis  | Pallas, 1764   | LC          | Вперше у Норвегії спостерігався у 1973 році. З цього часу реєструється регулярно по всій країні |            |
| Пірникоза рябодзьоба                     | Ringnebbdykker  | Podilymbus podiceps  | Linnaeus, 1758 | LC          | Рідкісний залітний птах з Америки                                                               |            |
| Пірникоза велика                         | Toppdykker      | Podiceps cristatus   | Linnaeus, 1758 | LC          | Широко поширений на водоймах                                                                    |            |
| Пірникоза сірощока                       | Gråstrupedykker | Podiceps grisegena   | Boddaert, 1783 | LC          | Широко поширений як мандрівний вид, гніздування відмічене лише у фюльке Трумс                   |            |
| Пірникоза червоношия                     | Horndykker      | Podiceps auritus     | Boddaert, 1783 | LC          | Гніздиться повсюдно, зимує на узбережжі                                                         |            |
| Пірникоза чорношия                       | Svarthalsdykker | Podiceps nigricollis | Brehm, 1831    | LC          | Залітний вид                                                                                    |            |

### Ряд Буревісникоподібні (Procellariiformes)
Це морські птахи. Альбатроси є найбільшими літаючими птахами та найбільшими мандрівниками серед птахів. Відомо 117 видів буревісникоподібних, з них у Норвегії трапляється 13 видів.

#### Родина Альбатросові (Diomedeidae)
| Українська назва                            | Норвезька назва    | Латинська назва             | Автор таксона    | Статус МСОП | Поширення у Норвегії                | Зображення |
| Ряд: Буревісникоподібні (Procellariiformes) |                    |                             |                  |             |                                     |            |
| Родина: Альбатросові (Diomedeidae)          |                    |                             |                  |             |                                     |            |
| Альбатрос чорнобровий                       | Svartbrynalbatross | Thalassarche melanophris    | (Temminck, 1828) | EN          | Рідкісний залітний птах з Атлантики |            |
| Альбатрос смугастодзьобий                   | Tristanalbatross   | Thalassarche chlororhynchos | (Gmelin, 1789)   | EN          | Рідкісний залітний птах з Атлантики |            |

#### Родина Буревісникові (Procellariidae)
| Українська назва                            | Норвезька назва | Латинська назва       | Автор таксона    | Статус МСОП | Поширення у Норвегії                                            | Зображення |
| Ряд: Буревісникоподібні (Procellariiformes) |                 |                       |                  |             |                                                                 |            |
| Родина: Буревісникові (Procellariidae)      |                 |                       |                  |             |                                                                 |            |
| Буревісник кочівний                         | Havhest         | Fulmarus glacialis    | (Linnaeus, 1761) | LC          | Повсюдно на узбережжі. Гніздиться приблизно 4000 пар (2010 рік) |            |
| Буревісник балеарський                      | Balearlire      | Puffinus mauretanicus | P.R. Lowe, 1921  | CR          | Залітний вид                                                    |            |
| Буревісник малий                            | Havlire         | Puffinus puffinus     | (Brünnich, 1764) | VU          | Звичайний у Норвегії бродяжний вид                              |            |
| Буревісник атлантичний                      |                 | Calonectris borealis  | (Cory, 1881)     | LC          | Рідкісний залітний птах                                         |            |
| Великий буревісник                          | Storlire        | Ardenna gravis        | O'Reilly, 1818   | LC          | Залітний вид                                                    |            |
| Буревісник левантійський                    | Grålire         | Ardenna griseus       | Acerbi, 1827     | VU          | Широко поширений на узбережжі бродяжний вид                     |            |
| Пінтадо                                     | Flekkpetrell    | Daption capense       | (Linnaeus, 1758) | LC          | Рідкісний залітний птах                                         |            |

#### Родина Качуркові (Hydrobatidae)
| Українська назва                            | Норвезька назва  | Латинська назва       | Автор таксона    | Статус МСОП | Поширення у Норвегії                               | Зображення |
| Ряд: Буревісникоподібні (Procellariiformes) |                  |                       |                  |             |                                                    |            |
| Родина: Качуркові (Hydrobatidae)            |                  |                       |                  |             |                                                    |            |
| Качурка морська                             | Havsvale         | Hydrobates pelagicus  | Linnaeus, 1758   | LC          | Поширений залітний птах вздовж морського узбережжя |            |
| Качурка північна                            | Stormsvale       | Oceanodroma leucorhoa | (Vieillot, 1818) | LC          | Гніздиться вздовж північного узбережжя             |            |
| Качурка вилохвоста                          | Japanstormsvale  | Oceanodroma monorhis  | Swinhoe, 1867    | NT          | Рідкісний залітний вид                             |            |
| Океанник Вільсона                           | Wilsonstormsvale | Oceanites oceanicus   | Kuhl, 1820       | LC          | Рідкісний залітний вид                             |            |

### Ряд Пеліканоподібні (Pelecaniformes)
Пеліканоподібні — це середніх або великих розмірів прибережні морські птахи. Живляться рибою, полюючи на неї на поверхні або ниряючи під воду. Відомо близько 70 видів, з них 6 видів спостерігалися у Норвегії.

#### Родина Олушеві (Sulidae)
| Українська назва                      | Норвезька назва | Латинська назва | Автор таксона  | Статус МСОП | Поширення у Норвегії               | Зображення |
| Ряд: Пеліканоподібні (Pelecaniformes) |                 |                 |                |             |                                    |            |
| Родина: Олушеві (Sulidae)             |                 |                 |                |             |                                    |            |
| Сула атлантична                       | Havsule         | Morus bassanus  | Linnaeus, 1758 | LC          | Звичайний у Норвегії морський птах |            |
| Сула червононога                      | Rødfotsule      | Sula sula       | Linnaeus, 1758 | LC          | Рідкісний залітний вид             |            |

#### Родина Бакланові (Phalacrocoracidae)
| Українська назва                      | Норвезька назва | Латинська назва           | Автор таксона  | Статус МСОП | Поширення у Норвегії                                      | Зображення |
| Ряд: Пеліканоподібні (Pelecaniformes) |                 |                           |                |             |                                                           |            |
| Родина: Бакланові (Phalacrocoracidae) |                 |                           |                |             |                                                           |            |
| Баклан великий                        | Storskarv       | Phalacrocorax carbo       | Linnaeus, 1758 | LC          | Фрагментарно по всій країні. Чисельність бл. 2,5 тис. пар |            |
| Баклан чубатий                        | Topskarv        | Phalacrocorax aristotelis | Linnaeus, 1761 | LC          | Поширений вид на узбережжі                                |            |

#### Родина Пеліканові (Pelecanidae)
| Українська назва                      | Норвезька назва | Латинська назва       | Автор таксона | Статус МСОП | Поширення у Норвегії                                                                       | Зображення |
| Ряд: Пеліканоподібні (Pelecaniformes) |                 |                       |               |             |                                                                                            |            |
| Родина: Пеліканові (Pelecanidae)      |                 |                       |               |             |                                                                                            |            |
| Пелікан рожевий                       | Hvitpelikan     | Pelecanus onocrotalus | Bruch, 1832   | VU          | Рідкісний залітний                                                                         |            |
| Пелікан кучерявий                     | Krøllpelikan    | Pelecanus crispus     | Bruch, 1832   | VU          | Зареєстровано близько 10 випадків спостережень, але можливо це тварини, що втекли з неволі |            |

### Ряд Лелекоподібні (Ciconiiformes)
Це великі або середніх розмірів птахи із довгими ногами та шиєю. Полюють на здобич на мілководді та лугах. Відомо 119 видів, з яких 14 видів трапляється у Норвегії.

#### Родина Лелекові (Ciconiidae)
| Українська назва                   | Норвезька назва | Латинська назва | Автор таксона  | Статус МСОП | Поширення у Норвегії                    | Зображення |
| Ряд: Лелекоподібні (Ciconiiformes) |                 |                 |                |             |                                         |            |
| Родина: Лелекові (Ciconiidae)      |                 |                 |                |             |                                         |            |
| Лелека білий                       | Stork           | Ciconia ciconia | Linnaeus, 1758 | LC          | Рідкісний залітний птах, не гніздиться. |            |
| Лелека чорний                      | Svartstork      | Ciconia nigra   | Linnaeus, 1758 | LC          | Рідкісний залітний птах, не гніздиться. |            |

#### Родина Ібісові (Threskiornithidae)
| Українська назва                    | Норвезька назва | Латинська назва      | Автор таксона  | Статус МСОП | Поширення у Норвегії   | Зображення |
| Ряд: Лелекоподібні (Ciconiiformes)  |                 |                      |                |             |                        |            |
| Родина: Ібісові (Threskiornithidae) |                 |                      |                |             |                        |            |
| Коровайка                           | Bronseibis      | Plegadis falcinellus | Linnaeus, 1766 | LC          | Бродяжний залітний вид |            |
| Косар                               | Skjestork       | Platalea leucorodia  | Linnaeus, 1758 | LC          | Бродяжний залітний вид |            |

#### Родина Чаплеві (Ardeidae)
| Українська назва                   | Норвезька назва | Латинська назва       | Автор таксона   | Статус МСОП | Поширення у Норвегії                                                                         | Зображення |
| Ряд: Лелекоподібні (Ciconiiformes) |                 |                       |                 |             |                                                                                              |            |
| Родина: Чаплеві (Ardeidae)         |                 |                       |                 |             |                                                                                              |            |
| Бугай                              | Rørdrum         | Botaurus stellaris    | Linnaeus, 1758  | LC          | Рідкісний залітний птах у південній частині країни                                           |            |
| Бугай американський                | Amerikarørdrum  | Botaurus lentiginosus | (Swinhoe, 1873) | LC          | Залітний вид                                                                                 |            |
| Бугайчик                           | Dvergrørdrum    | Ixobrychus minutus    | Linnaeus, 1766  | LC          | Спостерігався двічі у 1883 та 1967 як залітний птах                                          |            |
| Квак                               | Natthegre       | Nycticorax nycticorax | Linnaeus, 1758  | LC          | Залітний вид                                                                                 |            |
| Чапля китайська                    | Vinhegre        | Ardeola bacchus       | Bonaparte, 1855 | LC          | Рідкісний залітний вид                                                                       |            |
| Чапля єгипетська                   | Kuhegre         | Bubulcus ibis         | Linnaeus, 1758  | LC          | Рідкісний залітний птах. у Норвегії це спостерігалося лише кілька разів, вперше в 1988 році. |            |
| Чепура мала                        | Silkehegre      | Egretta garzetta      | Linnaeus, 1766  | LC          | Рідкісний залітний птах                                                                      |            |
| Чапля сіра                         | Gråhegre        | Ardea cinerea         | Linnaeus, 1758  | LC          | Повсюдно крім крайньої півночі                                                               |            |
| Чапля руда                         | Purpurhegre     | Ardea purpurea        | Linnaeus, 1766  | LC          | Залітний вид                                                                                 |            |
| Чепура велика                      | Egretthegre     | Ardea alba            | Linnaeus, 1758  | LC          | Рідкісний залітний птах                                                                      |            |

### Ряд Фламінгоподібні (Phoenicopteriformes)
Фламінго це стадні болотні птахи. Живляться молюсками та водоростями, фільтруючи їх із мулу. Відомо 6 видів фламінго, з яких у Норвегії спостерігався один вид.

#### Родина Фламінгові (Phoenicopteridae)
| Українська назва                           | Норвезька назва | Латинська назва       | Автор таксона | Статус МСОП | Поширення у Норвегії             | Зображення |
| Ряд: Фламінгоподібні (Phoenicopteriformes) |                 |                       |               |             |                                  |            |
| Родина: Фламінгові (Phoenicopteridae)      |                 |                       |               |             |                                  |            |
| Фламінго рожевий                           | Rosenflamingo   | Phoenicopterus roseus | Pallas, 1811  | LC          | Рідкісний залітний вид з Європи. |            |

### Ряд Гусеподібні (Anseriformes)
Ряд включає гусей та качок. Представники ряду мають перетинчасті лапи, вони пристосовані до водного способу життя. Ряд містить близько 170 видів, з них на території Норвегії трапляється 49 видів.

#### Родина Качкові (Anatidae)
| Українська назва                | Норвезька назва | Латинська назва           | Автор таксона     | Статус МСОП | Поширення у Норвегії                                                  | Зображення |
| Ряд: Гусеподібні (Anseriformes) |                 |                           |                   |             |                                                                       |            |
| Родина: Качкові (Anatidae)      |                 |                           |                   |             |                                                                       |            |
| Лебідь-шипун                    | Knoppsvane      | Cygnus olor               | Gmelin, 1789      | LC          | Спорадично повсюдно                                                   |            |
| Лебідь-кликун                   | Sangsvane       | Cygnus cygnus             | Linnaeus, 1758    | LC          | Спорадично                                                            |            |
| Лебідь американський            | Dvergsvane      | Cygnus columbianus        | Ord, 1815         | LC          | Залітний з Америки                                                    |            |
| Гуменник                        |                 | Anser fabalis             | Latham, 1787      | LC          | Спорадично на півночі                                                 |            |
| Гуска білолоба                  | Tundragås       | Anser albifrons           | Scopoli, 1769     | LC          | На зимівлі                                                            |            |
| Гуска мала                      | Dverggås        | Anser erythropus          | Linnaeus, 1758    | VU          | Гніздиться на півночі країни                                          |            |
| Гуска сіра                      | Grågås          | Anser anser               | Latham, 1790      | LC          | Повсюдно                                                              |            |
| Гуменник короткодзьобий         | Kortnebbgås     | Anser brachyrhynchus      | Baillon, 1834     | LC          | Гніздиться на Шпіцбергені (близько 40 тис. пар за оцінкою 2013 року). |            |
| Гуска гірська                   | Stripegås       | Anser indicus             | Latham, 1790      | LC          | Рідкісний залітний вид                                                |            |
| Гуска біла                      | Snøgås          | Anser caerulescens        | Linnaeus, 1758    | LC          | Рідкісний залітний вид                                                |            |
| Казарка чорна                   | Ringgås         | Branta bernicla           | Linnaeus, 1758    | LC          | Фрагментарно по всій країні                                           |            |
| Казарка червоновола             | Rødhalsgås      | Branta ruficollis         | Pallas, 1769      | EN          | Залітний                                                              |            |
| Казарка білощока                | Hvitkinngås     | Branta leucopsis          | (Linnaeus, 1758)  | LC          | На Шпіцбергені гніздиться до 12 тис. пар, у решті Норвегії мозаїчно   |            |
| Казарка канадська               | Kanadagås       | Branta canadensis         | (Linnaeus, 1758)  | LC          | Досить поширений, гніздиться до 2000 пар (2006 рік)                   |            |
| Огар                            | Rustand         | Tadorna ferruginea        | Pallas, 1764      | LC          | Рідкісний                                                             |            |
| Галагаз звичайний               | Gravand         | Tadorna tadorna           | Linnaeus, 1758    | LC          | Поширений, чисельність 2-5 тис. пар                                   |            |
| Свищ                            | Brunnakke       | Anas penelope             | Linnaeus, 1758    | LC          | Досить поширений                                                      |            |
| Нерозень                        | Snadderand      | Anas strepera             | Linnaeus, 1758    | LC          | Повсюдно                                                              |            |
| Чирянка мала                    | Krikkand        | Anas crecca               | Linnaeus, 1758    | LC          | Повсюдно                                                              |            |
|                                 | Amerikakrikkand | Anas carolinensis         | Gmelin, 1789      | LC          | Залітний з Америки                                                    |            |
| Крижень                         | Stokkand        | Anas platyrhynchos        | Linnaeus, 1758    | LC          | Повсюдно                                                              |            |
| Шилохвіст                       | Stjertand       | Anas acuta                | Linnaeus, 1758    | LC          | Повсюдно                                                              |            |
| Чирянка велика                  | Knekkand        | Anas querquedula          | Linnaeus, 1758    | LC          | Повсюдно                                                              |            |
| Широконіска                     | Skjeand         | Anas clypeata             | Linnaeus, 1758    | LC          | Спорадично гніздиться, часто трапляється на перельоті                 |            |
| свищ американський              | Amerikablesand  | Anas americana            | (Gmelin, 1789)    | LC          | Залітний                                                              |            |
| Чирянка-квоктун                 | Gulkinnand      | Anas formosa              | Georgi, 1775      | VU          | Залітний з Сибіру                                                     |            |
| крижень американський           | Rødfotand       | Anas rubripes             | Brewster, 1902    | LC          | Залітний з Америки                                                    |            |
| Чернь червонодзьоба             | Rødhodeand      | Netta rufina              | Pallas, 1773      | LC          |                                                                       |            |
| Попелюх                         | Taffeland       | Aythya ferina             | Linnaeus, 1758    | LC          | Спорадично                                                            |            |
| Чернь білоока                   | Hvitøyeand      | Aythya nyroca             | Güldenstädt, 1770 | NT          | Повсюдно                                                              |            |
| Чернь чубата                    | Toppand         | Aythya fuligula           | Linnaeus, 1758    | LC          | Широко поширений                                                      |            |
| Чернь морська                   | Bergand         | Aythya marila             | Linnaeus, 1758    | LC          | Фрагментарно                                                          |            |
| Чернь канадська                 | Ringand         | Aythya collaris           | Donovan, 1809     | LC          | Фрагментарно                                                          |            |
| Гага звичайна                   | Ærfugl          | Somateria mollissima      | Linnaeus, 1758    | LC          | Досить поширений на узбережжі. Популяція 190 тис. особин              |            |
| Гага королівська                | Praktærfugl     | Somateria spectabilis     | (Linnaeus, 1758)  | LC          | На півночі країни, Шпіцбергені, Ян-Маєні                              |            |
| пухівка Фішера                  | Brilleærfugl    | Somateria fischeri        | Brandt, 1847      | LC          | На півночі країни, Шпіцбергені, Ян-Маєні                              |            |
| пухівка мала                    | Stellerand      | Polysticta stelleri       | Pallas, 1769      | VU          | На півночі країни як залітний птах                                    |            |
| Каменярка                       | Harlekinand     | Histrionicus histrionicus | (Linnaeus, 1758)  | LC          | Рідкісний                                                             |            |
| Морянка                         | Havelle         | Clangula hyemalis         | Linnaeus, 1758    | VU          | Переважно на півночі, 5-10 тис. пар                                   |            |
| Синьга                          | Svartand        | Melanitta nigra           | Linnaeus, 1758    | LC          | На півночі країни досить поширений                                    |            |
| Турпан                          | Sjøorre         | Melanitta fusca           | Linnaeus, 1758    | LC          | Фрагментарно на морському узбережжі                                   |            |
| Турпан білолобий                | Brilleand       | Melanitta perspicillata   | (Linnaeus, 1758)  | LC          | Залітний з Америки                                                    |            |
| Гоголь ісландський              | Islandsand      | Bucephala islandica       | Gmelin, 1789      | LC          | Спорадично на півночі                                                 |            |
| Гоголь                          | Kvinand         | Bucephala clangula        | Linnaeus, 1758    | LC          | Спорадично                                                            |            |
| Крех малий                      | Lappfiskand     | Mergellus albellus        | Linnaeus, 1758    | LC          |                                                                       |            |
| Крех середній                   | Siland          | Mergus serrator           | Linnaeus, 1758    | LC          | Повсюдно                                                              |            |
| Крех великий                    | Laksand         | Mergus merganser          | Linnaeus, 1758    | LC          | Досить поширений                                                      |            |
| Крех жовтоокий                  | Laksand         | Lophodytes cucullatus     | Linnaeus, 1758    | LC          | Рідкісний залітний                                                    |            |
| савка американська              | Stivhaleand     | Oxyura jamaicensis        | Gmelin, 1789      | LC          | Інтрудукований                                                        |            |

### Ряд Соколоподібні (Falconiformes)
Це денні активні хижаки. Характеризуються міцною тілобудовою, гострими кігтями та дзьобом, швидким політом. Відомо близько 290 видів, з них у Норвегії трапляється 27 видів.

#### Родина Скопині (Pandionidae)
| Українська назва                   | Норвезька назва | Латинська назва   | Автор таксона  | Статус МСОП | Поширення у Норвегії                                | Зображення |
| Ряд: Соколоподібні (Falconiformes) |                 |                   |                |             |                                                     |            |
| Родина: Скопині (Pandionidae)      |                 |                   |                |             |                                                     |            |
| Скопа                              | Fiskeørn        | Pandion haliaetus | Linnaeus, 1758 | LC          | Переважно на півночі країни, гніздиться 150—200 пар |            |

#### Родина Яструбові (Accipitridae)
| Українська назва                   | Норвезька назва | Латинська назва        | Автор таксона     | Статус МСОП | Поширення у Норвегії                                        | Зображення |
| Ряд: Соколоподібні (Falconiformes) |                 |                        |                   |             |                                                             |            |
| Родина: Яструбові (Accipitridae)   |                 |                        |                   |             |                                                             |            |
| Осоїд                              | Vepsevåk        | Pernis apivorus        | Linnaeus, 1758    | LC          | Рідкісний                                                   |            |
| Шуліка рудий                       | Glente          | Milvus milvus          | Linnaeus, 1758    | NT          | Рідкісний                                                   |            |
| Шуліка чорний                      | Svartglente     | Milvus migrans         | Boddaert, 1783    | LC          | Залітний при міграціях                                      |            |
| Орлан-білохвіст                    | Havørn          | Haliaeetus albicilla   | Linnaeus, 1758    | LC          | Спорадично, переважно на півночі, популяція відроджується.  |            |
| Орлан-довгохвіст                   | Båndhavørn      | Haliaeetus leucoryphus | Pallas, 1771      | VU          | Рідкісний залітний                                          |            |
| Сип білоголовий                    | Gåsegribb       | Gyps fulvus            | Hablizl, 1783     | LC          | Рідкісний залітний                                          |            |
| Стерв'ятник                        | Åtselgribb      | Neophron percnopterus  | Savigny, 1809     | LC          |                                                             |            |
| Лунь очеретяний                    | Sivhauk         | Circus aeruginosus     | Linnaeus, 1758    | LC          | Рідкісний, кілька пар гніздяться на південному сході країни |            |
| Лунь польовий                      | Myrhauk         | Circus cyaneus         | Linnaeus, 1766    | LC          | Спорадично на півдні країни                                 |            |
| Лунь степовий                      | Steppehauk      | Circus macrourus       | Gmelin, 1770      | NT          | Рідкісний залітний вид                                      |            |
| Лунь лучний                        | Enghauk         | Circus pygargus        | Linnaeus, 1758    | LC          | Інколи як бродяжний вид, не гніздиться                      |            |
| Яструб великий                     | Hønsehauk       | Accipiter gentilis     | Linnaeus, 1758    | LC          | Повсюдно, 4-5,5 тис. пар                                    |            |
| Яструб малий                       | Spurvehauk      | Accipiter nisus        | Linnaeus, 1758    | LC          | Повсюдно                                                    |            |
| Канюк звичайний                    | Musvåk          | Buteo buteo            | Linnaeus, 1758    | LC          | Повсюдно на півдні країни                                   |            |
| Канюк степовий                     | Ørnvåk          | Buteo rufinus          | Cretzschmar, 1827 | LC          | Рідкісний залітний                                          |            |
| Зимняк                             | Fjellvåk        | Buteo lagopus          | Pontoppidan, 1763 | LC          | Звичайний вид у Скандинавських горах                        |            |
| Підорлик малий                     | Småskrikørn     | Aquila pomarina        | Brehm, 1831       | LC          | Рідкісний залітний птах                                     |            |
| Орел степовий                      | Steppeørn       | Aquila nipalensis      | Hodgson, 1833     | LC          | Рідкісний залітний птах                                     |            |
| Беркут                             | Kongeørn        | Aquila chrysaetos      | Linnaeus, 1758    | LC          | Повсюдно, 1200—1500 пар                                     |            |
| Орел-карлик                        | Dvergørn        | Hieraaetus pennatus    | Gmelin, 1788      | LC          | Залітний вид                                                |            |

#### Родина Соколові (Falconidae)
| Українська назва                   | Норвезька назва | Латинська назва   | Автор таксона  | Статус МСОП | Поширення у Норвегії   | Зображення |
| Ряд: Соколоподібні (Falconiformes) |                 |                   |                |             |                        |            |
| Родина: Соколові (Falconidae)      |                 |                   |                |             |                        |            |
| Боривітер звичайний                | Tårnfalk        | Falco tinnunculus | Linnaeus, 1758 | LC          | Досить поширений       |            |
| Кібчик                             | Aftenfalk       | Falco vespertinus | Linnaeus, 1766 | NT          | Залітний               |            |
| Підсоколик малий                   | Dvergfalk       | Falco columbarius | Linnaeus, 1758 | LC          | Повсюдно, 2-6 тис. пар |            |
| Підсоколик великий                 | Lerkefalk       | Falco subbuteo    | Linnaeus, 1758 | LC          | Широко поширений       |            |
| Сапсан                             | Vandrefalk      | Falco peregrinus  | Tunstall, 1771 | LC          | Досить поширений       |            |
| Кречет                             | Jaktfalk        | Falco rusticolus  | Linnaeus, 1758 | LC          | Повсюдно               |            |

### Ряд Куроподібні (Galliformes)
Широко поширений ряд птахів. У куроподібних міцні лапи, пристосовані для швидкого бігу і риття землі. Літати вміють не всі курячі та, в кращому випадку, лише на невеликі відстані. Відомо близько 250 видів, з них у фауні Норвегії зареєстровано 9 видів.

#### Родина Тетерукові (Tetraonidae)
| Українська назва                 | Норвезька назва | Латинська назва   | Автор таксона  | Статус МСОП | Поширення у Норвегії                                | Зображення |
| Ряд: Куроподібні (Galliformes)   |                 |                   |                |             |                                                     |            |
| Родина: Тетерукові (Tetraonidae) |                 |                   |                |             |                                                     |            |
| Куріпка біла                     | Lirype          | Lagopus lagopus   | Linnaeus, 1758 | LC          | Повсюдно                                            |            |
| Куріпка тундрова                 | Fjellrype       | Lagopus muta      | Montin, 1781   | LC          | Поширений на півночі у тундрі                       |            |
| Тетерук                          | Orrfugl         | Tetrao tetrix     | Linnaeus, 1758 | LC          | Повсюдно крім крайньої півночі, до 500 тис. особин. |            |
| Глушець                          | Storfugl        | Tetrao urogallus  | Linnaeus, 1758 | LC          | Досить поширений, 300—400 тис. особин               |            |
| Орябок                           | Jerpe           | Tetrastes bonasia | Linnaeus, 1758 | LC          | Є досить поширеним в Естланні та в Треннелагу       |            |

#### Родина Фазанові (Phasianidae)
| Українська назва               | Норвезька назва | Латинська назва     | Автор таксона  | Статус МСОП | Поширення у Норвегії                | Зображення |
| Ряд: Куроподібні (Galliformes) |                 |                     |                |             |                                     |            |
| Родина: Фазанові (Phasianidae) |                 |                     |                |             |                                     |            |
| Куріпка сіра                   | Rapphøne        | Perdix perdix       | Linnaeus, 1758 | LC          | Вважається вимерлим у Норвегії      |            |
| Перепілка звичайна             | Vaktel          | Coturnix coturnix   | Linnaeus, 1758 | LC          | Фрагментарно                        |            |
| Фазан звичайний                | Fasan           | Phasianus colchicus | Linnaeus, 1758 | LC          | Інтродукований на мисливські угіддя |            |
| Кеклик азійський               | Berghøne        | Alectoris chukar    | Gray, 1830     | LC          | Інтродукований на мисливські угіддя |            |

### Ряд Журавлеподібні (Gruiformes)
Великий ряд різноманітних за зовнішнім виглядом, особливостями внутрішньої будови і способу життя птахів. Переважно болотні і наземні птахи, рідше ті, що гніздяться на деревах. Відомо близько 190 видів, з них у фауні Норвегії спостерігалося 11 видів.

#### Родина Журавлеві (Gruidae)
| Українська назва                 | Норвезька назва | Латинська назва    | Автор таксона  | Статус МСОП | Поширення у Норвегії           | Зображення |
| Ряд: Журавлеподібні (Gruiformes) |                 |                    |                |             |                                |            |
| Родина: Журавлеві (Gruidae)      |                 |                    |                |             |                                |            |
| Журавель сірий                   | Trane           | Grus grus          | Linnaeus, 1758 | LC          | Широко поширений численний вид |            |
| Журавель степовий                | Jomfrutrane     | Anthropoides virgo | Linnaeus, 1758 | LC          | Залітний                       |            |

#### Родина Пастушкові (Rallidae)
| Українська назва                 | Норвезька назва   | Латинська назва      | Автор таксона  | Статус МСОП | Поширення у Норвегії                                 | Зображення |
| Ряд: Журавлеподібні (Gruiformes) |                   |                      |                |             |                                                      |            |
| Родина: Пастушкові (Rallidae)    |                   |                      |                |             |                                                      |            |
| Пастушок                         | Vannrikse         | Rallus aquaticus     | Linnaeus, 1758 | LC          | Мозаїчно на півдні                                   |            |
| Погонич малий                    | Sumprikse         | Porzana parva        | Scopoli, 1769  | LC          | Залітний з Росії                                     |            |
| Погонич звичайний                | Myrrikse          | Porzana porzana      | Linnaeus, 1766 | LC          | Спорадично, переважно на півдні країни               |            |
| Деркач                           | Åkerrikse         | Crex crex            | Linnaeus, 1758 | LC          | Спорадично на півдні країни, популяція відновлюється |            |
| Курочка водяна                   | Sivhøne           | Gallinula chloropus  | Linnaeus, 1758 | LC          | Досить поширений                                     |            |
|                                  | Amerikapurpurhøne | Porphyrio martinicus | Linnaeus, 1766 | LC          | Залітний з Америки                                   |            |
| Лиска                            | Sothøne           | Fulica atra          | Linnaeus, 1758 | LC          | Мозаїчно на півдні                                   |            |

#### Родина Дрохвові (Otididae)
| Українська назва                 | Норвезька назва | Латинська назва | Автор таксона  | Статус МСОП | Поширення у Норвегії | Зображення |
| Ряд: Журавлеподібні (Gruiformes) |                 |                 |                |             |                      |            |
| Родина: Дрохвові (Otididae)      |                 |                 |                |             |                      |            |
| Дрохва                           | Stortrappe      | Otis tarda      | Linnaeus, 1758 | VU          | Рідкісний            |            |
| Хохітва                          | Dvergtrappe     | Tetrax tetrax   | Linnaeus, 1758 | NT          | Рідкісний            |            |

### Ряд Сивкоподібні (Charadriiformes)
Один з найбільших рядів водних і навколоводних птахів, поширених у всьому світі, що значно розрізняються як морфологічно, так і поведінковими характеристиками. Відомо 343 види, з них 105 видів трапляються у Норвегії.

#### Родина Кулики-сороки (Haematopodidae)
| Українська назва                       | Норвезька назва | Латинська назва       | Автор таксона  | Статус МСОП | Поширення у Норвегії                          | Зображення |
| Ряд: Сивкоподібні (Charadriiformes)    |                 |                       |                |             |                                               |            |
| Родина: Кулики-сороки (Haematopodidae) |                 |                       |                |             |                                               |            |
| Кулик-сорока                           | Tjeld           | Haematopus ostralegus | Linnaeus, 1758 | LC          | Широко поширений на узбережжі, 30-50 тис. пар |            |

#### Родина Чоботарові (Recurvirostridae)
| Українська назва                      | Норвезька назва | Латинська назва        | Автор таксона  | Статус МСОП | Поширення у Норвегії    | Зображення |
| Ряд: Сивкоподібні (Charadriiformes)   |                 |                        |                |             |                         |            |
| Родина: Чоботарові (Recurvirostridae) |                 |                        |                |             |                         |            |
| Чоботар                               | Avosett         | Recurvirostra avosetta | Linnaeus, 1758 | LC          | Поширений на узбережжі  |            |
| Кулик-довгоніг                        | Stylteløper     | Himantopus himantopus  | Linnaeus, 1758 | LC          | Рідкісний залітний птах |            |

#### Родина Лежневі (Burhinidae)
| Українська назва                    | Норвезька назва | Латинська назва     | Автор таксона  | Статус МСОП | Поширення у Норвегії    | Зображення |
| Ряд: Сивкоподібні (Charadriiformes) |                 |                     |                |             |                         |            |
| Родина: Лежневі (Burhinidae)        |                 |                     |                |             |                         |            |
| Лежень                              | Triel           | Burhinus oedicnemus | Linnaeus, 1758 | LC          | Рідкісний залітний птах |            |

#### Родина Дерихвостові (Glareolidae)
| Українська назва                    | Норвезька назва  | Латинська назва     | Автор таксона  | Статус МСОП | Поширення у Норвегії    | Зображення |
| Ряд: Сивкоподібні (Charadriiformes) |                  |                     |                |             |                         |            |
| Родина: Дерихвостові (Glareolidae)  |                  |                     |                |             |                         |            |
| Бігунець пустельний                 | Ørkenløper       | Cursorius cursor    | Latham, 1787   | LC          | Рідкісний залітний птах |            |
| Дерихвіст лучний                    | Brakksvale       | Glareola pratincola | Linnaeus, 1766 | NT          | Рідкісний залітний птах |            |
| Дерихвіст степовий                  | Steppebrakksvale | Glareola nordmanni  | Nordmann, 1842 | NT          | Рідкісний залітний птах |            |

#### Родина Сивкові (Charadriidae)
| Українська назва                    | Норвезька назва | Латинська назва          | Автор таксона        | Статус МСОП | Поширення у Норвегії                                  | Зображення |
| Ряд: Сивкоподібні (Charadriiformes) |                 |                          |                      |             |                                                       |            |
| Родина: Сивкові (Charadriidae)      |                 |                          |                      |             |                                                       |            |
| Пісочник великий                    | Sandlo          | Charadrius hiaticula     | Linnaeus, 1758       | LC          | Широко поширений                                      |            |
| Пісочник малий                      | Dverglo         | Charadrius dubius        | Scopoli, 1786        | LC          | Широко поширений на півдні                            |            |
| Пісочник морський                   | Hvitbrystlo     | Charadrius alexandrinus  | Linnaeus, 1758       | LC          | Широко поширений на морському узбережжі               |            |
| Пісочник товстодзьобий              | Ørkenlo         | Charadrius leschenaultii | Lesson, 1826         | LC          | Рідкісний                                             |            |
| Хрустан                             | Boltit          | Charadrius morinellus    | Linnaeus, 1758       | LC          | Досить поширений                                      |            |
|                                     | Tobeltelo       | Charadrius vociferus     | Linnaeus, 1758       | LC          | Єдине спостереження у 1974 році на острові Йомфруланд |            |
| Пісочник-пастух                     | Kittlitzlo      | Charadrius pecuarius     | Temminck, 1823       | LC          | Залітний з Північної Африки                           |            |
| Пісочник монгольський               | Mongollo        | Charadrius mongolus      | Pallas, 1776         | LC          | Рідкісний залітний з Сибіру                           |            |
| Пісочник каспійський                | Rødbrystlo      | Charadrius asiaticus     | Pallas, 1773         | LC          | Рідкісний залітний з Сибіру                           |            |
| Сивка звичайна                      | Heilo           | Pluvialis apricaria      | Linnaeus, 1758       | LC          | Фрагментарно                                          |            |
| Сивка американська                  | Kanadalo        | Pluvialis dominica       | Statius Müller, 1776 | LC          | Рідкісний залітний вид                                |            |
| Сивка морська                       | Tundralo        | Pluvialis squatarola     | Linnaeus, 1758       | LC          | Поширений залітний вид                                |            |
| Сивка бурокрила                     | Sibirlo         | Pluvialis fulva          | Linnaeus, 1758       | LC          | Рідкісний залітний вид                                |            |
| Чайка                               | Vipe            | Vanellus vanellus        | Linnaeus, 1758       | LC          | Широко поширений                                      |            |

#### Родина Баранцеві (Scolopacidae)
| Українська назва                    | Норвезька назва      | Латинська назва         | Автор таксона     | Статус МСОП | Поширення у Норвегії                                       | Зображення |
| Ряд: Сивкоподібні (Charadriiformes) |                      |                         |                   |             |                                                            |            |
| Родина: Баранцеві (Scolopacidae)    |                      |                         |                   |             |                                                            |            |
| Побережник ісландський              | Polarsnipe           | Calidris canutus        | Linnaeus, 1758    | LC          | На перельоті                                               |            |
| Побережник білий                    | Sandløper            | Calidris alba           | Pallas, 1764      | LC          | На крайній півночі                                         |            |
| Побережник малий                    | Dvergsnipe           | Calidris minuta         | Leisler, 1812     | LC          | На крайній півночі                                         |            |
| Побережник білохвостий              | Temmincksnipe        | Calidris temminckii     | Leisler, 1812     | LC          | Досить поширений                                           |            |
| Побережник білогрудий               | Bonapartesnipe       | Calidris fuscicollis    | Vieillot, 1819    | LC          | Рідкісний                                                  |            |
| Побережник канадський               |                      | Calidris bairdii        | Coues, 1861       | LC          | Рідкісний залітний                                         |            |
| Побережник арктичний                | Alaskasnipe          | Calidris melanotos      | Vieillot, 1819    | LC          | Численний під час міграцій                                 |            |
| Побережник червоногрудий            | Tundrasnipe          | Calidris ferruginea     | Pontoppidan, 1763 | LC          | трапляється під час міграцій                               |            |
| Побережник чорногрудий              | Myrsnipe             | Calidris alpina         | Linnaeus, 1758    | LC          | Вимираючий вид, 50-100 пар                                 |            |
| Побережник морський                 | Fjæreplytt           | Calidris maritima       | Brünnich, 1764    | LC          | Поширений на морському узбережжі                           |            |
| Побережник тундровий                | Sandsnipe            | Calidris pusilla        | Cabanis, 1857     | LC          | Рідкісний залітний                                         |            |
| Побережник рудоголовий              | Rødstrupesnipe       | Calidris ruficollis     | (Pallas, 1776)    | LC          | Рідкісний залітний                                         |            |
| Побережник гострохвостий            | Spisshalesnipe       | Calidris acuminata      | Horsfield, 1821   | LC          | Рідкісний залітний                                         |            |
| Побережник довгоногий               | Styltesnipe          | Calidris himantopus     | Bonaparte, 1826   | LC          | Рідкісний залітний                                         |            |
| Жовтоволик                          | Rustsnipe            | Calidris subruficollis  | Vieillot, 1819    | NT          | Рідкісний залітний з Америки                               |            |
| Побережник великий                  | Sibirsnipe           | Calidris tenuirostris   | Horsfield, 1821   | EN          | Рідкісний залітний з Сибіру                                |            |
| Побережник болотяний                | Fjellmyrløper        | Limicola falcinellus    | Pontoppidan, 1763 | LC          | Рідкісний залітний                                         |            |
| Турухтан                            | Brushane             | Philomachus pugnax      | Linnaeus, 1758    | LC          | Широко поширений                                           |            |
| Баранець малий                      | Kvartbekkasin        | Lymnocryptes minimus    | Brunnich, 1764    | LC          | Фрагментарно на півночі, численний на перельоті            |            |
| Баранець великий                    | Dobbeltbekkasin      | Gallinago media         | Latham, 1787      | NT          | Поширений                                                  |            |
| Баранець звичайний                  | Enkeltbekkasin       | Gallinago gallinago     | Linnaeus, 1758    | LC          | Досить поширений                                           |            |
| Неголь довгодзьобий                 | Langnebbekkasinsnipe | Limnodromus scolopaceus | Say, 1823         | LC          | Рідкісний залітний                                         |            |
| Неголь короткодзьобий               | Kortnebbekkasinsnipe | Limnodromus griseus     | (Gmelin, 1789)    | LC          | Рідкісний залітний                                         |            |
| Слуква                              | Rugde                | Scolopax rusticola      | Linnaeus, 1758    | LC          | Повсюдно                                                   |            |
| Грицик великий                      | Svarthalespove       | Limosa limosa           | Linnaeus, 1758    | LC          | Фрагментарно                                               |            |
| Грицик малий                        | Lille kobbersneppe   | Limosa lapponica        | Linnaeus, 1758    | LC          | Гніздиться лише на сході Фіннмарку, численний на перельоті |            |
| Кульон середній                     | Småspove             | Numenius phaeopus       | Linnaeus, 1758    | LC          | На півночі                                                 |            |
| Кульон великий                      | Storspove            | Numenius arquata        | Linnaeus, 1758    | NT          | Досить поширений                                           |            |
| Кульон-крихітка                     | Dvergspove           | Numenius minutus        | Gould, 1841       | NT          | Рідкісний залітний                                         |            |
| Коловодник чорний                   | Sotsnipe             | Tringa erythropus       | Pallas, 1764      | LC          | Численний на перельоті                                     |            |
| Коловодник звичайний                | Rødstilk             | Tringa totanus          | Linnaeus, 1758    | LC          | Досить поширений                                           |            |
| Коловодник ставковий                | Damsnipe             | Tringa stagnatilis      | Bechstein, 1803   | LC          | На перельоті з Росії                                       |            |
| Коловодник лісовий                  | Skogsnipe            | Tringa ochropus         | Linnaeus, 1758    | LC          | Рідкісний                                                  |            |
| Коловодник великий                  | Gluttsnipe           | Tringa nebularia        | Gunnerus, 1767    | LC          | Досить поширений                                           |            |
| Жовтоногий коловодник               | Gulbeinsnipe         | Tringa flavipes         | Gmelin, 1789      | LC          | Рідкісний залітний                                         |            |
| Коловодник болотяний                | Grønnstilk           | Tringa glareola         | Linnaeus, 1758    | LC          | Рідкісний                                                  |            |
| Коловодник строкатий                | Plystresnipe         | Tringa melanoleuca      | (Gmelin, 1789)    | LC          | Рідкісний залітний з Америки                               |            |
| Мородунка                           | Tereksnipe           | Xenus cinereus          | Güldenstädt, 1775 | LC          |                                                            |            |
| Набережник                          | Strandsnipe          | Actitis hypoleucos      | Linnaeus, 1758    | LC          | Досить поширений                                           |            |
| Набережник плямистий                | Flekksnipe           | Actitis macularius      | Linnaeus, 1758    | LC          | Рідкісний залітний                                         |            |
| Крем'яшник звичайний                | Steinvender          | Actitis interpres       | Linnaeus, 1758    | LC          | Спорадично                                                 |            |
| Плавунець довгодзьобий              | Hvithalesvømmesnipe  | Phalaropus tricolor     | Vieillot, 1819    | LC          | Залітний вид                                               |            |
| Плавунець круглодзьобий             | Svømmesnipe          | Phalaropus lobatus      | Linnaeus, 1758    | LC          | Досить поширений                                           |            |
| Плавунець плоскодзьобий             | Polarsvømmesnipe     | Phalaropus fulicarius   | Linnaeus, 1758    | LC          | Рідкісний залітний вид                                     |            |

#### Родина Мартинові (Laridae)
| Українська назва                    | Норвезька назва | Латинська назва              | Автор таксона      | Статус МСОП | Поширення у Норвегії                                      | Зображення |
| Ряд: Сивкоподібні (Charadriiformes) |                 |                              |                    |             |                                                           |            |
| Родина: Мартинові (Laridae)         |                 |                              |                    |             |                                                           |            |
| Мартин каспійський                  | Steppemåke      | Larus ichthyaetus            | Pallas, 1773       | LC          | Залітний вид, відомо єдине спостереження                  |            |
| Мартин середземноморський           | Svartehavsmåke  | Ichthyaetus melanocephalus   | Temminck, 1820     | LC          | Рідкісний                                                 |            |
| Мартин звичайний                    | Hettemåke       | Larus ridibundus             | Linnaeus, 1766     | LC          | Фрагментарно                                              |            |
| Мартин малий                        | Dvergmåke       | Larus minutus                | Pallas, 1776       | LC          | Рідкісний, гніздиться на сході Фіннмарка                  |            |
| Мартин сизий                        | Stormmåge       | Larus canus                  | Linnaeus, 1758     | LC          | Повсюдно                                                  |            |
| Мартин сріблястий                   | Fiskemåke       | Larus argentatus             | Pontoppidan, 1763  | LC          | Широко поширений                                          |            |
| Мартин чорнокрилий                  | Sildemåke       | Larus fuscus                 | Linnaeus 1758      | LC          | Поширений вид, гніздиться до 25 тис. пар                  |            |
| Мартин гренландський                | Grønlandsmåke   | Larus glaucoides             | Meyer, 1822        | LC          | Залітний                                                  |            |
| Мартин морський                     | Svartbak        | Larus marinus                | Linnaeus, 1758     | LC          | Поширений на узбережжі                                    |            |
| Мартин трипалий                     | Krykkje         | Rissa tridactyla             | Linnaeus, 1758     | LC          | Спорадично                                                |            |
| Мартин канадський                   | Kanadahettemåke | Chroicocephalus philadelphia | Ord, 1815          | LC          | Залітний                                                  |            |
|                                     | Ismåke          | Pagophila eburnea            | Phipps, 1774       | NT          | На півночі                                                |            |
|                                     | Rosenmåke       | Rhodostethia rosea           | MacGillivray, 1842 | LC          | Залітний вид, у 2006 році спостерігався поблизу Берлевоґа |            |
|                                     | Sabinemåke      | Xema sabini                  | Leach, 1819        | LC          | Шпіцберген                                                |            |
| Мартин жовтоногий                   | Franklinmåke    | Leucophaeus pipixcan         | (Wagler, 1831)     | LC          | Рідкісний залітний з Канади                               |            |
| Мартин делаверський                 | Ringnebbmåke    | Larus delawarensis           | Ord, 1815          | LC          | Рідкісний залітний                                        |            |
| Мартин полярний                     | Polarmåke       | Larus hyperboreus            | Gunnerus, 1767     | LC          | Шпіцберген, Ян-Маєн                                       |            |

#### Родина Крячкові (Sternidae)
| Українська назва                    | Норвезька назва     | Латинська назва         | Автор таксона     | Статус МСОП | Поширення у Норвегії              | Зображення |
| Ряд: Сивкоподібні (Charadriiformes) |                     |                         |                   |             |                                   |            |
| Родина: Крячкові (Sternidae)        |                     |                         |                   |             |                                   |            |
| Крячок чорнодзьобий                 | Sandterne           | Gelochelidon nilotica   | Gmelin, 1789      | LC          | Рідкісний                         |            |
| Крячок каспійський                  | Rovterne            | Hydroprogne caspia      | Pallas, 1770      | LC          | Рідкісний залітний                |            |
| Крячок рябодзьобий                  | Splitterne          | Thalasseus sandvicensis | Latham, 1787      | LC          | поширений на півдні               |            |
| Крячок річковий                     | Makrellterne        | Sterna hirundo          | Linnaeus, 1758    | LC          | Широко поширений, 10-20 тис. пар  |            |
| Крячок полярний                     | Rødnebbterne        | Sterna paradisaea       | Pontoppidan, 1763 | LC          | Численний                         |            |
| Крячок малий                        | Dvergterne          | Sternula albifrons      | Pallas, 1764      | LC          | Спорадично                        |            |
| Крячок білощокий                    | Hvitkinnsvartterne  | Chlidonias hybrida      | Pallas, 1811      | LC          | Залітний вид                      |            |
| Крячок чорний                       | Svartterne          | Chlidonias niger        | Linnaeus, 1758    | LC          | Досить поширений                  |            |
| Крячок білокрилий                   | Hvitvingesvartterne | Chlidonias leucopterus  | Temminck, 1815    | LC          | Рідкісний залітний птах           |            |
| Крячок строкатий                    |                     | Onychoprion fuscatus    | Linnaeus, 1766    | LC          | Рідкісний залітний птах з Америки |            |
| Крячок рожевий                      | Rosenterne          | Sterna dougallii        | Montagu, 1813     | LC          | Рідкісний залітний птах з Америки |            |
| Крячок королівський                 | Kongeterne          | Thalasseus maximus      | Boddaert, 1783    | LC          | Рідкісний залітний птах           |            |
| Крячок бурий                        |                     | Anous stolidus          | Montagu, 1813     | LC          | Рідкісний залітний птах           |            |

#### Родина Поморникові (Stercorariidae)
| Українська назва                     | Норвезька назва | Латинська назва          | Автор таксона  | Статус МСОП | Поширення у Норвегії  | Зображення |
| Ряд: Сивкоподібні (Charadriiformes)  |                 |                          |                |             |                       |            |
| Родина: Поморникові (Stercorariidae) |                 |                          |                |             |                       |            |
| Поморник великий                     | Storjo          | Stercorarius skua        | Brunnich, 1764 | LC          | Повсюдно на узбережжі |            |
| Поморник середній                    | Polarjo         | Stercorarius pomarinus   | Temminck, 1815 | LC          | Залітний вид          |            |
| Поморник короткохвостий              | Tyvjo           | Stercorarius parasiticus | Linnaeus, 1758 | LC          | На півночі            |            |
| Поморник довгохвостий                | Fjelljo         | Stercorarius longicaudus | Vieillot, 1819 | LC          | досить поширений      |            |

#### Родина Алькові (Alcidae)
| Українська назва                    | Норвезька назва | Латинська назва    | Автор таксона     | Статус МСОП | Поширення у Норвегії                               | Зображення |
| Ряд: Сивкоподібні (Charadriiformes) |                 |                    |                   |             |                                                    |            |
| Родина: Алькові (Alcidae)           |                 |                    |                   |             |                                                    |            |
| Люрик                               | Alkekonge       | Alle alle          | Linnaeus, 1758    | LC          | Шпіцберген, Ян-Маєн                                |            |
| Кайра тонкодзьоба                   | Lomvi           | Uria aalge         | Pontoppidan, 1763 | LC          | На півночі країни, острові Ведмежий та Шпіцбергені |            |
| Кайра товстодзьоба                  | Polarlomvi      | Uria lomvia        | Linnaeus, 1758    | LC          | острів Ведмежий, Фіннмарк, Шпіцберген              |            |
| Гагарка                             | Alke            | Alca torda         | Linnaeus, 1758    | LC          | острів Ведмежий, Фіннмарк, Шпіцберген              |            |
| Чистун арктичний                    | Teist           | Cepphus grylle     | Kohl, 1820        | LC          | Вздовж узбережжя                                   |            |
| Тупик атлантичний                   | Lunde           | Fratercula arctica | Linnaeus, 1758    | LC          | На півночі країни                                  |            |

### Ряд Голубоподібні (Columbiformes)
Голуби — це дрібні птахи із міцною тілобудовою та короткою шиєю. Харчуються насінням, плодами. Відомо 303 види, з них на території Норвегії трапляються 6 видів.

#### Родина Голубові (Columbidae)
| Українська назва                   | Норвезька назва | Латинська назва         | Автор таксона     | Статус МСОП | Поширення у Норвегії                          | Зображення |
| Ряд: Голубоподібні (Columbiformes) |                 |                         |                   |             |                                               |            |
| Родина: Голубові (Columbidae)      |                 |                         |                   |             |                                               |            |
| Голуб сизий                        | Klippedue       | Columba livia           | Gmelin, 1789      | LC          | Широко поширений у містах на півдні країни    |            |
| Голуб-синяк                        | Skogdue         | Columba oenas           | Linnaeus, 1758    | LC          | На південному сході країни, 1000—2000 особин  |            |
| Припутень                          | Ringdue         | Columba palumbus        | Linnaeus, 1758    | LC          | Широко поширений, 100—500 тис. особин         |            |
| Горлиця звичайна                   | Turteldue       | Streptopelia turtur     | Linnaeus, 1758    | LC          | Частий залітний вид, не гніздиться у Норвегії |            |
| Горлиця садова                     | Tyrkerdue       | Streptopelia decaocto   | Frivaldszky, 1838 | NT          | Повсюдно по містах                            |            |
| Горлиця велика                     | Mongolturteldue | Streptopelia orientalis | Latham, 1790      | LC          | Залітний                                      |            |

### Ряд Рябкоподібні (Pterocliformes)
Поширені в посушливих степах і напівпустелях Євразії і Африки. Представники цього ряду дуже схожі між собою за зовнішнім виглядом та поведінкою. Є об'єктом полювання. Відомо 16 видів, з яких 1 вид трапляється у Норвегії.

#### Родина Рябкові (Pteroclidae)
| Українська назва                   | Норвезька назва | Латинська назва      | Автор таксона | Статус МСОП | Поширення у Норвегії    | Зображення |
| Ряд: Рябкоподібні (Pterocliformes) |                 |                      |               |             |                         |            |
| Родина: Рябкові (Pteroclidae)      |                 |                      |               |             |                         |            |
| Саджа звичайна                     | Steppehøne      | Syrrhaptes paradoxus | Pallas, 1773  | LC          | Рідкісний залітний птах |            |

### Ряд Зозулеподібні (Cuculiformes)
Це птахи середнього розміру з тонкими тілами, довгими хвостами і сильними ногами. У зозуль відомий гніздовий паразитизм. Відомо 138 видів, з них у Норвегії — 3 види.

#### Родина Зозулеві (Cuculidae)
| Українська назва                  | Норвезька назва | Латинська назва     | Автор таксона  | Статус МСОП | Поширення у Норвегії                                 | Зображення |
| Ряд: Зозулеподібні (Cuculiformes) |                 |                     |                |             |                                                      |            |
| Родина: Зозулеві (Cuculidae)      |                 |                     |                |             |                                                      |            |
| Зозуля звичайна                   | Gjøk            | Cuculus canorus     | Linnaeus, 1758 | LC          | Повсюдно                                             |            |
| Зозуля чубата                     | Skjæregjøk      | Clamator glandarius | Linnaeus, 1758 | LC          | Залітний з Північної Африки                          |            |
| Кукліло північний                 | Gulnebbgjøk     | Coccyzus americanus | Latham, 1790   | LC          | Залітний з Америки, не спостерігався після 1950 року |            |

### Ряд Совоподібні (Strigiformes)
Це великі одиночні нічні хижаки. Вони мають великі, звернені вперед очі і вуха та круглий лицьовий диск. Відомо 211 видів, з них у Норвегії — 13 видів.

#### Родина Сипухові (Tytonidae)
| Українська назва                | Норвезька назва | Латинська назва | Автор таксона | Статус МСОП | Поширення у Норвегії         | Зображення |
| Ряд: Совоподібні (Strigiformes) |                 |                 |               |             |                              |            |
| Родина: Сипухові (Tytonidae)    |                 |                 |               |             |                              |            |
| Сипуха                          | Tårnugle        | Tyto alba       | Scopoli, 1769 | LC          | Залітний у південній частині |            |

#### Родина Совові (Strigidae)
| Українська назва                | Норвезька назва | Латинська назва       | Автор таксона     | Статус МСОП | Поширення у Норвегії                                               | Зображення |
| Ряд: Совоподібні (Strigiformes) |                 |                       |                   |             |                                                                    |            |
| Родина: Совові (Strigidae)      |                 |                       |                   |             |                                                                    |            |
| Совка                           | Dverghornugle   | Otus scops            | Linnaeus, 1758    | LC          | Рідкісний залітний                                                 |            |
| Пугач звичайний                 | Hubro           | Bubo bubo             | Linnaeus, 1758    | LC          | Поширений мозаїчно, гніздиться 500—600 пар                         |            |
| Сова біла                       | Snøugle         | Bubo scandiacus       | Linnaeus, 1758    | LC          | Фрагментарно на півночі                                            |            |
| Сичик-горобець                  | Spurveugle      | Glaucidium passerinum | Linnaeus, 1758    | LC          | Досить поширений                                                   |            |
| Сич хатній                      | Kirkeugle       | Athene noctua         | Scopoli, 1769     | LC          | Залітний                                                           |            |
| Сова сіра                       | Kattugle        | Strix aluco           | Linnaeus, 1758    | LC          | На півдні країни                                                   |            |
| Сова довгохвоста                | Slagugle        | Strix uralensis       | Pallas, 1771      | LC          | Рідкісний, кілька гніздувань у Гедмарку                            |            |
| Сова бородата                   | Lappugle        | Strix nebulosa        | Forster, 1772     | LC          | Гніздиться у Фіннмарку, інколи залітний у південній частині країни |            |
| Сич волохатий                   | Perleugle       | Aegolius funereus     | Linnaeus, 1758    | LC          | Повсюдно                                                           |            |
| Сова вухата                     | Hornugle        | Asio otus             | Linnaeus, 1758    | LC          | Повсюдно                                                           |            |
| Сова болотяна                   | Jordugle        | Asio flammeus         | Pontoppidan, 1763 | LC          | Досить поширений                                                   |            |
| Сова яструбина                  | Haukugle        | Surnia ulula          | (Linnaeus, 1758)  | LC          | Повсюдно                                                           |            |

### Ряд Дрімлюгоподібні (Caprimulgiformes)
Дрімлюги — це середні нічні птахи, які зазвичай гніздяться на землі. У них є довгі крила, короткі ноги і дуже короткі дзьоби. Відомо 86 видів дрімлюг, з яких один вид поширений у Норвегії.

#### Родина Дрімлюгові (Caprimulgidae)
| Українська назва                        | Норвезька назва | Латинська назва       | Автор таксона  | Статус МСОП | Поширення у Норвегії                              | Зображення |
| Ряд: Дрімлюгоподібні (Caprimulgiformes) |                 |                       |                |             |                                                   |            |
| Родина: Дрімлюгові (Caprimulgidae)      |                 |                       |                |             |                                                   |            |
| Дрімлюга                                | Nattravn        | Caprimulgus europaeus | Linnaeus, 1758 | LC          | У піденній частині Норвегії на схід від Телемарку |            |

### Ряд Сиворакшоподібні (Coraciiformes)
Відомо близько 90 видів сиворакшеподібних, з них у Норвегії спостерігаються 4 види.

#### Родина Рибалочкові (Alcedinidae)
| Українська назва                      | Норвезька назва | Латинська назва | Автор таксона  | Статус МСОП | Поширення у Норвегії                      | Зображення |
| Ряд: Сиворакшоподібні (Coraciiformes) |                 |                 |                |             |                                           |            |
| Родина: Рибалочкові (Alcedinidae)     |                 |                 |                |             |                                           |            |
| Рибалочка                             | Isfugl          | Alcedo atthis   | Linnaeus, 1758 | LC          | Рідкісний на півдні, гніздиться 10-50 пар |            |

#### Родина Бджолоїдкові (Meropidae)
| Українська назва                      | Норвезька назва | Латинська назва | Автор таксона  | Статус МСОП | Поширення у Норвегії                           | Зображення |
| Ряд: Сиворакшоподібні (Coraciiformes) |                 |                 |                |             |                                                |            |
| Родина: Бджолоїдкові (Meropidae)      |                 |                 |                |             |                                                |            |
| Бджолоїдка звичайна                   | Bieter          | Merops apiaster | Linnaeus, 1758 | LC          | Залітний з Європи у південній частині Норвегії |            |

#### Родина Сиворакшеві (Coraciidae)
| Українська назва                      | Норвезька назва | Латинська назва   | Автор таксона  | Статус МСОП | Поширення у Норвегії | Зображення |
| Ряд: Сиворакшоподібні (Coraciiformes) |                 |                   |                |             |                      |            |
| Родина: Сиворакшеві (Coraciidae)      |                 |                   |                |             |                      |            |
| Сиворакша                             | Blåråke         | Coracias garrulus | Linnaeus, 1758 | NT          | Рідкісний залітний   |            |

#### Родина Одудові (Upupidae)
| Українська назва                      | Норвезька назва | Латинська назва | Автор таксона  | Статус МСОП | Поширення у Норвегії                                       | Зображення |
| Ряд: Сиворакшоподібні (Coraciiformes) |                 |                 |                |             |                                                            |            |
| Родина: Одудові (Upupidae)            |                 |                 |                |             |                                                            |            |
| Одуд                                  | Hærfugl         | Upupa epops     | Linnaeus, 1758 | LC          | Спостерігається часто на всій території, але не гніздиться |            |

### Ряд Серпокрильцеподібні (Apodiformes)
Відомо 341 вид серпокрильцеподібних, з них у Норвегії спостерігалося 5 видів.

#### Родина Серпокрильцеві (Apodidae)
| Українська назва                       | Норвезька назва | Латинська назва       | Автор таксона        | Статус МСОП | Поширення у Норвегії                  | Зображення |
| Ряд: Серпокрильцеподібні (Apodiformes) |                 |                       |                      |             |                                       |            |
| Родина: Серпокрильцеві (Apodidae)      |                 |                       |                      |             |                                       |            |
|                                        | Pigghaleseiler  | Hirundapus caudacutus | (Latham, 1802)       | LC          | Рідкісний залітний з Сибіру           |            |
| Серпокрилець білочеревий               | Alpeseiler      | Tachymarptis melba    | Linnaeus, 1758       | LC          | Рідкісний залітний з Південної Європи |            |
| Серпокрилець чорний                    | Tårnseiler      | Apus apus             | Linnaeus, 1758       | LC          | Повсюдно                              |            |
| Серпокрилець блідий                    | Gråseiler       | Apus pallidus         | Shelley, 1870        | LC          | Рідкісний залітний з Південної Європи |            |
| Серпокрилець білогузий                 | Kafferseiler    | Apus caffer           | (Lichtenstein, 1823) | LC          | Рідкісний залітний з Південної Європи |            |

### Ряд Дятлоподібні (Piciformes)
Із 440 видів дятлоподібних у Норвегії трапляється 8 видів.

#### Родина Дятлові (Picidae)
| Українська назва               | Норвезька назва | Латинська назва      | Автор таксона     | Статус МСОП | Поширення у Норвегії                                     | Зображення |
| Ряд: Дятлоподібні (Piciformes) |                 |                      |                   |             |                                                          |            |
| Родина: Дятлові (Picidae)      |                 |                      |                   |             |                                                          |            |
| Крутиголовка                   | Vendehals       | Jynx torquilla       | Linnaeus, 1758    | LC          | Фрагментарно                                             |            |
| Дятел білоспинний              | Hvitryggspett   | Dendrocopos leucotos | (Bechstein, 1802) | LC          | Фрагментарно на півдні, до 1700 гніздових пар            |            |
| Дятел звичайний                | Flaggspett      | Dendrocopos major    | Linnaeus, 1758    | LC          | Фрагментарно у Південній Норвегії, до 1000 гніздових пар |            |
| Жовна чорна                    | Svartspett      | Dryocopus martius    | Linnaeus, 1758    | LC          | У Східній Норвегії                                       |            |
| Жовна зелена                   | Grønnspett      | Picus viridis        | Linnaeus, 1758    | LC          | Фрагментарно у Південній Норвегії                        |            |
| Жовна сива                     | Gråspett        | Picus canus          | (Gmelin, 1788)    | LC          | Фрагментарно у Південній Норвегії                        |            |
| Дятел малий строкатий          | Dvergspett      | Dryobates minor      | Linnaeus, 1758    | LC          | Фрагментарно по всій країні                              |            |
| Дятел трипалий                 | Tretåspett      | Picoides tridactylus | Linnaeus, 1758    | LC          | Повсюдно                                                 |            |

### Ряд Горобцеподібні (Passeriformes)
Переважно дрібні і середньої величини птахи, що значно різняться за зовнішнім виглядом, способом життя, умовами проживання і способами добування їжі. Поширені по всьому світу. Відомо близько 5400 видів, з них на території Норвегії зафіксовано 183 види.

#### Родина Жайворонкові (Alaudidae)
| Українська назва                    | Норвезька назва    | Латинська назва           | Автор таксона    | Статус МСОП | Поширення у Норвегії                                      | Зображення |
| Ряд: Горобцеподібні (Passeriformes) |                    |                           |                  |             |                                                           |            |
| Родина: Жайворонкові (Alaudidae)    |                    |                           |                  |             |                                                           |            |
| Жайворонок степовий                 | Kalanderlerke      | Melanocorypha calandra    | Linnaeus, 1766   | LC          | Рідкісний залітний                                        |            |
| Жайворонок двоплямистий             | Fjellkalanderlerke | Melanocorypha bimaculata  | Menetries, 1832  | LC          | Рідкісний залітний                                        |            |
| Жайворонок білокрилий               | Hvitvingelerke     | Melanocorypha leucoptera  | Pallas, 1811     | LC          | Рідкісний залітний                                        |            |
| Жайворонок малий                    | Dverglerke         | Calandrella brachydactyla | Leisler, 1814    | LC          | Рідкісний залітний                                        |            |
| Жайворонок сірий                    | Flekkdverglerke    | Calandrella rufescens     | (Vieillot, 1820) | LC          | Рідкісний залітний                                        |            |
| Посмітюха                           | Topplerke          | Galerida cristata         | Linnaeus, 1758   | LC          | Рідкісний, останнє гніздування спостерігалося у 1973 році |            |
| Жайворонок лісовий                  | Trelerke           | Lullula arborea           | Linnaeus, 1758   | LC          | Спостерігається лише в районі Осло                        |            |
| Жайворонок польовий                 | Sanglerke          | Alauda arvensis           | Linnaeus, 1758   | LC          | Поширений по всій Норвегії                                |            |
| Жайворонок рогатий                  | Fjellerke          | Eremophila alpestris      | Linnaeus, 1758   | LC          | На півночі країни                                         |            |

#### Родина Ластівкові (Hirundinidae)
| Українська назва                    | Норвезька назва | Латинська назва  | Автор таксона  | Статус МСОП | Поширення у Норвегії | Зображення |
| Ряд: Горобцеподібні (Passeriformes) |                 |                  |                |             |                      |            |
| Родина: Ластівкові (Hirundinidae)   |                 |                  |                |             |                      |            |
| Ластівка берегова                   | Sandsvale       | Riparia riparia  | Linnaeus, 1758 | LC          | Повсюдно             |            |
| Ластівка сільська                   | Låvesvale       | Hirundo rustica  | Linnaeus, 1758 | LC          | Повсюдно             |            |
| Ластівка даурська                   | Amursvale       | Cecropis daurica | Linnaeus, 1771 | LC          | Залітний             |            |
| Ластівка міська                     | Taksvale        | Delichon urbicum | Linnaeus, 1758 | LC          | Повюдно              |            |

#### Родина Плискові (Motacillidae)
| Українська назва                    | Норвезька назва | Латинська назва    | Автор таксона     | Статус МСОП | Поширення у Норвегії                                                       | Зображення |
| Ряд: Горобцеподібні (Passeriformes) |                 |                    |                   |             |                                                                            |            |
| Родина: Плискові (Motacillidae)     |                 |                    |                   |             |                                                                            |            |
| Щеврик азійський                    |                 | Anthus richardi    | Vieillot, 1818    | LC          | Рідкісний залітний з Сибіру                                                |            |
| Щеврик польовий                     | Markpiplerke    | Anthus campestris  | Linnaeus, 1758    | LC          | Рідкісний залітний                                                         |            |
| Щеврик лісовий                      | Trepiplerke     | Anthus trivialis   | Linnaeus, 1758    | LC          | Повсюдно                                                                   |            |
| Щеврик лучний                       | Heipiplerke     | Anthus pratensis   | Linnaeus, 1758    | LC          | Повсюдно, близько 1 млн пар                                                |            |
| Щеврик червоногрудий                | Lappiplerke     | Anthus cervinus    | Linnaeus, 1758    | LC          | Поширений на півночі                                                       |            |
| Щеврик гірський                     | Vannpiplerke    | Anthus spinoletta  | Linnaeus, 1758    | LC          | Рідкісний залітний                                                         |            |
| Щеврик береговий                    | Skjærpiplerke   | Anthus petrosus    | Montagu, 1798     | LC          | Повсюдно вздовж морського узбережжя                                        |            |
| Щеврик забайкальський               | Mongolpiplerke  | Anthus godlewskii  | Taczanowski, 1876 | LC          | Рідкісний залітний. Відомо кілька спостережень, вперше у 1987 році.        |            |
| Щеврик оливковий                    | Sibirpiplerke   | Anthus hodgsoni    | Richmond, 1907    | LC          | Спостерігався лише раз у 1937 році поблизу громади Утсіра на півдні країни |            |
| Щеврик сибірський                   | Tundrapiplerke  | Anthus gustavi     | Swinhoe, 1863     | LC          | Рідкісний залітний                                                         |            |
| Плиска жовтоголова                  | Sitronerle      | Motacilla citreola | Pallas, 1776      | LC          | Рідкісний залітний                                                         |            |
| Плиска жовта                        | Gulerle         | Motacilla flava    | Linnaeus, 1758    | LC          | Повсюдно                                                                   |            |
| Плиска гірська                      | Vintererle      | Motacilla cinerea  | Tunstall, 1771    | LC          | Досить поширений                                                           |            |
| Плиска біла                         | Linerle         | Motacilla alba     | Linnaeus, 1758    | LC          | Повсюдно                                                                   |            |

#### Родина Золотомушкові (Regulidae)
| Українська назва                    | Норвезька назва   | Латинська назва      | Автор таксона  | Статус МСОП | Поширення у Норвегії                        | Зображення |
| Ряд: Горобцеподібні (Passeriformes) |                   |                      |                |             |                                             |            |
| Родина: Золотомушкові (Regulidae)   |                   |                      |                |             |                                             |            |
| Золотомушка жовточуба               | Fuglekonge        | Regulus regulus      | Linnaeus, 1758 | LC          | Досить поширений у Південній частині країни |            |
| Золотомушка червоночуба             | Rødtoppfuglekonge | Regulus ignicapillus | Temminck, 1820 | LC          | Залітний з Європи                           |            |

#### Родина Омелюхові (Bombycillidae)
| Українська назва                    | Норвезька назва | Латинська назва     | Автор таксона  | Статус МСОП | Поширення у Норвегії | Зображення |
| Ряд: Горобцеподібні (Passeriformes) |                 |                     |                |             |                      |            |
| Родина: Омелюхові (Bombycillidae)   |                 |                     |                |             |                      |            |
| Омелюх звичайний                    | Sidensvans      | Bombycilla garrulus | Linnaeus, 1758 | LC          | Повсюдно взимку      |            |

#### Родина Пронуркові (Cinclidae)
| Українська назва                    | Норвезька назва | Латинська назва | Автор таксона  | Статус МСОП | Поширення у Норвегії | Зображення |
| Ряд: Горобцеподібні (Passeriformes) |                 |                 |                |             |                      |            |
| Родина: Пронуркові (Cinclidae)      |                 |                 |                |             |                      |            |
| Пронурок                            | Fossekall       | Cinclus cinclus | Linnaeus, 1758 | LC          | Повсюдно             |            |

#### Родина Воловоочкові (Troglodytidae)
| Українська назва                     | Норвезька назва | Латинська назва         | Автор таксона  | Статус МСОП | Поширення у Норвегії | Зображення |
| Ряд: Горобцеподібні (Passeriformes)  |                 |                         |                |             |                      |            |
| Родина: Воловоочкові (Troglodytidae) |                 |                         |                |             |                      |            |
| Волове очко                          | Gjerdesmett     | Troglodytes troglodytes | Linnaeus, 1758 | LC          | Повсюдно             |            |

#### Родина Тинівкові (Prunellidae)
| Українська назва                    | Норвезька назва | Латинська назва     | Автор таксона  | Статус МСОП | Поширення у Норвегії         | Зображення |
| Ряд: Горобцеподібні (Passeriformes) |                 |                     |                |             |                              |            |
| Родина: Тинівкові (Prunellidae)     |                 |                     |                |             |                              |            |
| Тинівка лісова                      | Jernspurv       | Prunella modularis  | Linnaeus, 1758 | LC          | Повсюдно                     |            |
| Тинівка альпійська                  | Alpejernspurv   | Prunella collaris   | Scopoli, 1769  | LC          | Рідкісний залітний           |            |
| Тинівка сибірська                   | Sibirjernspurv  | Prunella montanella | Pallas, 1776   | LC          | Прилітає з Сибіру на зимівлю |            |

#### Родина Дроздові (Turdidae)
| Українська назва                    | Норвезька назва   | Латинська назва    | Автор таксона    | Статус МСОП | Поширення у Норвегії                                    | Зображення |
| Ряд: Горобцеподібні (Passeriformes) |                   |                    |                  |             |                                                         |            |
| Родина: Дроздові (Turdidae)         |                   |                    |                  |             |                                                         |            |
| Квічаль тайговий                    | Gulltrost         | Zoothera aurea     | (Holandre, 1825) | LC          | Рідкісний залітний                                      |            |
| Дрізд гірський                      | Ringtrost         | Turdus torquatus   | Linnaeus, 1758   | LC          | Досить поширений                                        |            |
| Дрізд чорний                        | Svarttrost        | Turdus merula      | Linnaeus, 1758   | LC          | Повсюдно                                                |            |
| Дрізд рудоволий                     | Taigatrost        | Turdus ruficollis  | Pallas, 1776     | LC          | Залітний                                                |            |
| Чикотень                            | Gråtrost          | Turdus pilaris     | Linnaeus, 1758   | LC          | Повсюдно                                                |            |
| Дрізд білобровий                    | Rødvingetrost     | Turdus iliacus     | Linnaeus, 1766   | LC          | Повсюдно                                                |            |
| Дрізд співочий                      | Måltrost          | Turdus philomelos  | Brehm, 1831      | LC          | Повсюдно                                                |            |
| Дрізд-омелюх                        | Duetrost          | Turdus viscivorus  | Linnaeus, 1758   | LC          | Досить поширений, переважно на сході                    |            |
| Дрізд рудий                         |                   | Turdus naumanni    | Temminck, 1820   | LC          | Залітний                                                |            |
| Дрізд вузькобровий                  | Gråstrupetrost    | Turdus obscurus    | Gmelin, 1789     | LC          | Залітний з Сибіру                                       |            |
| Дрізд мандрівний                    | Vandretrost       | Turdus migratorius | Brehm, 1831      | LC          | Залітний з Америки                                      |            |
| Квічаль сибірський                  | Sibirtrost        | Geokichla sibirica | (Pallas, 1776)   | LC          | Рідкісний залітний                                      |            |
| Дрізд-короткодзьоб малий            | Gråkinnskogtrost  | Catharus minimus   | Lafresnaye, 1848 | LC          | Рідкісний залітний з Америки, спостерігався у 2009 році |            |
|                                     | Brunkinnskogtrost | Catharus ustulatus | Nuttall, 1840    | LC          | Рідкісний залітний з Америки                            |            |

#### Родина Locustellidae
| Українська назва                    | Норвезька назва  | Латинська назва         | Автор таксона  | Статус МСОП | Поширення у Норвегії                     | Зображення |
| Ряд: Горобцеподібні (Passeriformes) |                  |                         |                |             |                                          |            |
| Родина: Locustellidae               |                  |                         |                |             |                                          |            |
| Кобилочка-цвіркун                   | Gresshoppesanger | Locustella naevia       | Boddaert, 1783 | LC          | На південному сході 50-100 гніздових пар |            |
| Кобилочка річкова                   | Elvesanger       | Locustella fluviatilis  | Wolf, 1810     | LC          | Залітний                                 |            |
| Кобилочка солов'їна                 | Sumpsanger       | Locustella luscinioides | Savi, 1824     | LC          | Залітний                                 |            |
| Кобилочка плямиста                  | Stripesanger     | Locustella lanceolata   | Temminck, 1840 | LC          | Залітний                                 |            |
| Кобилочка співоча                   | Starrsanger      | Helopsaltes certhiola   | (Pallas, 1811) | LC          | Рідкісний залітний                       |            |

#### Родина Acrocephalidae
| Українська назва                    | Норвезька назва | Латинська назва            | Автор таксона      | Статус МСОП | Поширення у Норвегії          | Зображення |
| Ряд: Горобцеподібні (Passeriformes) |                 |                            |                    |             |                               |            |
| Родина: Acrocephalidae              |                 |                            |                    |             |                               |            |
| Очеретянка прудка                   | Vannsanger      | Acrocephalus paludicola    | Vieillot, 1817     | VU          | Залітний                      |            |
| Очеретянка лучна                    | Sivsanger       | Acrocephalus schoenobaenus | Linnaeus, 1758     | LC          | Поширений                     |            |
| Очеретянка ставкова                 | Rørsanger       | Acrocephalus scirpaceus    | Hermann, 1804      | LC          | На півдні країни              |            |
| Очеретянка чагарникова              | Myrsanger       | Acrocephalus palustris     | Linnaeus, 1758     | LC          | Єдине спостереження у Естфолі |            |
| Очеретянка індійська                | Åkersanger      | Acrocephalus agricola      | Jerdon, 1845       | LC          | Залітний                      |            |
| Очеретянка велика                   | Trostesanger    | Acrocephalus arundinaceus  | Linnaeus, 1758     | LC          | Рідкісний                     |            |
| Очеретянка садова                   | Busksanger      | Acrocephalus dumetorum     | Blyth, 1849        | LC          | Залітний                      |            |
| Берестянка бліда                    | Bleksanger      | Hippolais pallida          | Ehrenberg, 1833    | LC          | Залітний                      |            |
| Берестянка мала                     | Tartarsanger    | Hippolais caligata         | Lichtenstein, 1823 | LC          | Залітний                      |            |
| Берестянка звичайна                 | Gulsanger       | Hippolais icterina         | Vieillot, 1817     | LC          | Повсюдно                      |            |
| Берестянка багатоголоса             | Spottesanger    | Hippolais polyglotta       | (Vieillot, 1817)   | LC          | Залітний                      |            |

#### Родина Phylloscopidae
| Українська назва                    | Норвезька назва  | Латинська назва           | Автор таксона    | Статус МСОП | Поширення у Норвегії        | Зображення |
| Ряд: Горобцеподібні (Passeriformes) |                  |                           |                  |             |                             |            |
| Родина: Phylloscopidae              |                  |                           |                  |             |                             |            |
| Вівчарик жовтобровий                | Bøksanger        | Phylloscopus sibilatrix   | Bechstein, 1793  | LC          | Повсюдно                    |            |
| Вівчарик бурий                      | Brunsanger       | Phylloscopus fuscatus     | Blyth, 1842      | LC          | Залітний                    |            |
| Вівчарик лісовий                    | Gulbrynsanger    | Phylloscopus inornatus    | Blyth, 1842      | LC          | Залітний                    |            |
| Вівчарик зелений                    | Østsanger        | Phylloscopus trochiloides | Sundevall, 1837  | LC          | Широко поширений            |            |
| Вівчарик весняний                   | Løvsanger        | Phylloscopus trochilus    | Linnaeus, 1758   | LC          | Повсюдно                    |            |
| Вівчарик шелюговий                  | Lappsanger       | Phylloscopus borealis     | Blasius, 1858    | LC          | Залітний з Сибіру           |            |
| Вівчарик товстодзьобий              | Viersanger       | Phylloscopus schwarzi     | (Radde, 1863)    | LC          | Залітний                    |            |
| Вівчарик алтайський                 | Blekbrynsanger   | Phylloscopus humei        |                  | LC          | Залітний з Сибіру           |            |
| Вівчарик-ковалик                    | Gransanger       | Phylloscopus collybita    | (Vieillot, 1817) | LC          | Повсюдно                    |            |
| Вівчарик світлочеревий              | Eikesanger       | Phylloscopus bonelli      | (Vieillot, 1819) | LC          | Залітний з Південної Європи |            |
| Вівчарик золотомушковий             | Fuglekongesanger | Phylloscopus proregulus   | (Pallas, 1811)   | LC          | Залітний з Сибіру           |            |

#### Родина Кропив'янкові (Sylviidae)
| Українська назва                    | Норвезька назва | Латинська назва      | Автор таксона   | Статус МСОП | Поширення у Норвегії            | Зображення |
| Ряд: Горобцеподібні (Passeriformes) |                 |                      |                 |             |                                 |            |
| Родина: Кропив'янкові (Sylviidae)   |                 |                      |                 |             |                                 |            |
| Кропив'янка чорноголова             | Munk            | Sylvia atricapilla   | Linnaeus, 1758  | LC          | Повсюдно                        |            |
| Кропив'янка садова                  | Hagesanger      | Sylvia borin         | Boddaert, 1783  | LC          | Повсюдно                        |            |
| Кропив'янка прудка                  | Moller          | Sylvia curruca       | Linnaeus, 1758  | LC          | Повсюдно, крім крайньої півночі |            |
| Кропив'янка рябогруда               |                 | Sylvia nisoria       | Bechstein, 1795 | LC          | Повсюдно                        |            |
| Кропив'янка сіра                    | Tornsanger      | Sylvia communis      | Latham, 1787    | LC          | Повсюдно, крім крайньої півночі |            |
| Кропив'янка червоновола             | Rødstrupesanger | Sylvia cantillans    | Pallas, 1764    | LC          | Залітний                        |            |
| Кропив'янка середземноморська       | Svarthodesanger | Sylvia melanocephala | (Gmelin, 1789   | LC          | Залітний                        |            |

#### Родина Мухоловкові (Muscicapidae)
| Українська назва                    | Норвезька назва        | Латинська назва         | Автор таксона           | Статус МСОП | Поширення у Норвегії                                 | Зображення |
| Ряд: Горобцеподібні (Passeriformes) |                        |                         |                         |             |                                                      |            |
| Родина: Мухоловкові (Muscicapidae)  |                        |                         |                         |             |                                                      |            |
| Трав'янка лучна                     | Buskskvett             | Saxicola rubetra        | Linnaeus, 1758          | LC          | Повсюдно на полях                                    |            |
| Європейська трав'янка               | Svartstrupe            | Saxicola rubicola       | Linnaeus, 1766          | LC          | Спорадично                                           |            |
| Сибірська трав'янка                 | Svartstrupe            | Saxicola maura          | (Pallas, 1773)          | LC          | Рідкісний залітний                                   |            |
| Кам'янка звичайна                   | Steinskvett            | Oenanthe oenanthe       | Linnaeus, 1758          | LC          | Широко поширений                                     |            |
| Кам'янка лиса                       | Svartstrupesteinskvett | Oenanthe pleschanka     | Lepechin, 1770          | LC          | Залітний                                             |            |
| Кам'янка іспанська                  | Middelhavssteinskvett  | Oenanthe hispanica      | Linnaeus, 1758          | LC          | Залітний                                             |            |
| Кам'янка пустельна                  | Ørkensteinskvett       | Oenanthe deserti        | Temminck, 1825          | LC          | Залітний                                             |            |
| Кам'янка попеляста                  | Isabellasteinskvett    | Oenanthe isabellina     | Temminck, 1829          | LC          | Залітний                                             |            |
|                                     |                        | Oenanthe leucura        | Gmelin, 1789            | LC          | Залітний з Південної Європи                          |            |
| Горихвістка чорна                   | Svartrødstjert         | Phoenicurus ochruros    | Gmelin, 1774            | LC          | Спорадично                                           |            |
| Горихвістка звичайна                | Rødstjert              | Phoenicurus phoenicurus | Linnaeus, 1758          | LC          | Повсюдно                                             |            |
| Вільшанка                           | Rødstrupe              | Erithacus rubecula      | Linnaeus, 1758          | LC          | Повсюдно                                             |            |
| Соловейко східний                   | Nattergal              | Luscinia luscinia       | Linnaeus, 1758          | LC          | Спорадично на півдні Норвегії, навколо Осло-фіорду . |            |
| Соловейко західний                  | Sørnattergal           | Luscinia megarhynchos   | Brehm, 1831             | LC          | Повсюдно                                             |            |
| Синьошийка                          | Blåstrupe              | Luscinia svecica        | Linnaeus, 1758          | LC          | Повсюдно                                             |            |
| Синьохвіст тайговий                 | Blåstjert              | Tarsiger cyanurus       | Pallas, 1773            | LC          | Залітний                                             |            |
| Мухоловка сіра                      | Gråfluesnapper         | Muscicapa striata       | Pallas, 1764            | LC          | Повсюдно                                             |            |
| Мухоловка мала                      | Dvergfluesnapper       | Ficedula parva          | Bechstein, 1792         | LC          | Рідкісний                                            |            |
| Мухоловка білошия                   | Halsbåndfluesnapper    | Ficedula albicollis     | Temminck, 1815          | LC          | Залітний                                             |            |
| Мухоловка строката                  | Svarthvitfluesnapper   | Ficedula hypoleuca      | Pallas, 1764            | LC          | Повсюдно                                             |            |
| Скеляр строкатий                    | Steintrost             | Monticola saxatilis     | (Linnaeus, 1766)        | LC          | Залітний                                             |            |
| Соловейко білогорлий                | Hvitstrupenattergal    | Irania gutturalis       | Guérin-Méneville , 1843 | LC          | Залітний                                             |            |
| Соловейко рудохвостий               | Hekksanger             | Cercotrichas galactotes | Temminck, 1820          | LC          | Залітний                                             |            |

#### Родина Вусаті синиці (Panuridae)
| Українська назва                    | Норвезька назва | Латинська назва   | Автор таксона  | Статус МСОП | Поширення у Норвегії                  | Зображення |
| Ряд: Горобцеподібні (Passeriformes) |                 |                   |                |             |                                       |            |
| Родина: Вусаті синиці (Panuridae)   |                 |                   |                |             |                                       |            |
| Синиця вусата                       | Skjeggmeis      | Panurus biarmicus | Linnaeus, 1758 | LC          | Спорадично на південному сході країни |            |

#### Родина Довгохвостосиницеві (Aegithalidae)
| Українська назва                           | Норвезька назва | Латинська назва     | Автор таксона  | Статус МСОП | Поширення у Норвегії               | Зображення |
| Ряд: Горобцеподібні (Passeriformes)        |                 |                     |                |             |                                    |            |
| Родина: Довгохвостосиницеві (Aegithalidae) |                 |                     |                |             |                                    |            |
| Синиця довгохвоста                         | Stjertmeis      | Aegithalos caudatus | Linnaeus, 1758 | LC          | Поширений у лісах на півдні країни |            |

#### Родина Синицеві (Paridae)
| Українська назва                    | Норвезька назва | Латинська назва       | Автор таксона     | Статус МСОП | Поширення у Норвегії       | Зображення |
| Ряд: Горобцеподібні (Passeriformes) |                 |                       |                   |             |                            |            |
| Родина: Синицеві (Paridae)          |                 |                       |                   |             |                            |            |
| Гаїчка болотяна                     | Løvmeis         | Poecile palustris     | Linnaeus, 1758    | LC          | На півдні країни           |            |
| Гаїчка-пухляк                       | Granmeis        | Poecile montanus      | Baldenstein, 1827 | LC          | Широко поширений           |            |
| Синиця чубата                       | Toppmeis        | Lophophanes cristatus | Linnaeus, 1758    | LC          | Широко поширений на півдні |            |
| Синиця чорна                        | Svartmeis       | Parus ater            | Linnaeus, 1758    | LC          | Широко поширений на півдні |            |
| Синиця блакитна                     | Blåmeis         | Parus caeruleus       | Linnaeus, 1758    | LC          | Широко поширений на півдні |            |
| Синиця велика                       | Kjøttmeis       | Parus major           | Linnaeus, 1758    | LC          | Повсюдно на півдні         |            |
| Гаїчка сіроголова                   | Lappmeis        | Poecile cinctus       | Boddaert, 1783    | LC          | Повсюдно на півночі        |            |

#### Родина Ремезові (Remizidae)
| Українська назва                    | Норвезька назва | Латинська назва  | Автор таксона  | Статус МСОП | Поширення у Норвегії                                       | Зображення |
| Ряд: Горобцеподібні (Passeriformes) |                 |                  |                |             |                                                            |            |
| Родина: Ремезові (Remizidae)        |                 |                  |                |             |                                                            |            |
| Ремез                               | Pungmeis        | Remiz pendulinus | Linnaeus, 1758 | LC          | Залітний птах, вперше спостерігався у 1990 році у Ругалані |            |

#### Родина Повзикові (Sittidae)
| Українська назва                    | Норвезька назва | Латинська назва | Автор таксона  | Статус МСОП | Поширення у Норвегії                          | Зображення |
| Ряд: Горобцеподібні (Passeriformes) |                 |                 |                |             |                                               |            |
| Родина: Повзикові (Sittidae)        |                 |                 |                |             |                                               |            |
| Повзик звичайний                    | Spettmeis       | Sitta europaea  | Linnaeus, 1758 | LC          | Мозаїчно на півдні країни, ареал збільшується |            |

#### Родина Підкоришникові (Certhiidae)
| Українська назва                    | Норвезька назва | Латинська назва    | Автор таксона  | Статус МСОП | Поширення у Норвегії | Зображення |
| Ряд: Горобцеподібні (Passeriformes) |                 |                    |                |             |                      |            |
| Родина: Підкоришникові (Certhiidae) |                 |                    |                |             |                      |            |
| Підкоришник звичайний               | Trekryper       | Certhia familiaris | Linnaeus, 1758 | LC          | Досить поширений     |            |

#### Родина Вивільгові (Oriolidae)
| Українська назва                    | Норвезька назва | Латинська назва | Автор таксона  | Статус МСОП | Поширення у Норвегії                                                 | Зображення |
| Ряд: Горобцеподібні (Passeriformes) |                 |                 |                |             |                                                                      |            |
| Родина: Вивільгові (Oriolidae)      |                 |                 |                |             |                                                                      |            |
| Вивільга звичайна                   | Pirol           | Oriolus oriolus | Linnaeus, 1758 | LC          | Спорадично як бродяжний, але є рідкісні гніздування на півдні країни |            |

#### Родина Сорокопудові (Laniidae)
| Українська назва                    | Норвезька назва | Латинська назва     | Автор таксона              | Статус МСОП | Поширення у Норвегії                             | Зображення |
| Ряд: Горобцеподібні (Passeriformes) |                 |                     |                            |             |                                                  |            |
| Родина: Сорокопудові (Laniidae)     |                 |                     |                            |             |                                                  |            |
| Сорокопуд рудохвостий               | Rødhalevarsler  | Lanius isabellinus  | Hemprich & Ehrenberg, 1833 | LC          | Залітний                                         |            |
| Сорокопуд терновий                  | Tornskate       | Lanius collurio     | Linnaeus, 1758             | LC          | Залітний зі Швеції                               |            |
| Сорокопуд сірий                     | Varsler         | Lanius excubitor    | Linnaeus, 1758             | LC          | Спорадично, за оцінками гніздиться 5-10 тис. пар |            |
| Сорокопуд чорнолобий                | Rosenvarsler    | Lanius minor        | Gmelin, 1788               | LC          | Рідкісний залітний                               |            |
| Сорокопуд південний                 | Krattvarsler    | Lanius meridionalis | Temminck, 1820             | NT          | Рідкісний залітний                               |            |
| Сорокопуд червоноголовий            | Rødhodevarsler  | Lanius senator      | Linnaeus, 1758             | LC          | Рідкісний залітний                               |            |

#### Родина Воронові (Corvidae)
| Українська назва                    | Норвезька назва | Латинська назва         | Автор таксона    | Статус МСОП | Поширення у Норвегії                                            | Зображення |
| Ряд: Горобцеподібні (Passeriformes) |                 |                         |                  |             |                                                                 |            |
| Родина: Воронові (Corvidae)         |                 |                         |                  |             |                                                                 |            |
| Кукша                               | Lavskrike       | Perisoreus infaustus    | Linnaeus, 1758   | LC          | На півночі та сході країни у лісах. Чисельність 10-50 тис. пар. |            |
| Сойка                               | Nøtteskrike     | Garrulus glandarius     | Linnaeus, 1758   | LC          | Широко поширений на півдні країни                               |            |
| Сорока звичайна                     | Skjære          | Pica pica               | Linnaeus, 1758   | LC          | Поширений                                                       |            |
| Горіхівка                           | Nøttekråke      | Nucifraga caryocatactes | Linnaeus, 1758   | LC          | Спорадично                                                      |            |
| Галка                               | Kaie            | Corvus monedula         | Linnaeus, 1758   | LC          | На півдні країни                                                |            |
| Грак                                | Kornkråke       | Corvus frugilegus       | Linnaeus, 1758   | LC          | Фрагментарно на півдні країни                                   |            |
| Ворона чорна                        | Svartkråke      | Corvus corone           | Linnaeus, 1758   | LC          | Повсюдно                                                        |            |
| Крук                                | Ravn            | Corvus corax            | Linnaeus, 1758   | LC          | Повсюдно                                                        |            |
| Ворона сіра                         | Kråke           | Corvus cornix           | (Linnaeus, 1758) | LC          | Повсюдно                                                        |            |

#### Родина Шпакові (Sturnidae)
| Українська назва                    | Норвезька назва | Латинська назва    | Автор таксона  | Статус МСОП | Поширення у Норвегії | Зображення |
| Ряд: Горобцеподібні (Passeriformes) |                 |                    |                |             |                      |            |
| Родина: Шпакові (Sturnidae)         |                 |                    |                |             |                      |            |
| Шпак рожевий                        | Rosenstær       | Sturnus roseus     | Linnaeus, 1758 | LC          | Залітний             |            |
| Шпак звичайний                      | Stær            | Sturnus vulgaris   | Linnaeus, 1758 | LC          | Повсюдно             |            |
| Шпак даурський                      | Mandsjuriastær  | Agropsar sturninus | (Pallas, 1776) | LC          | Залітний з Сибіру    |            |

#### Родина Піснярові (Parulidae)
| Українська назва                    | Норвезька назва | Латинська назва    | Автор таксона    | Статус МСОП | Поширення у Норвегії                                              | Зображення |
| Ряд: Горобцеподібні (Passeriformes) |                 |                    |                  |             |                                                                   |            |
| Родина: Піснярові (Parulidae)       |                 |                    |                  |             |                                                                   |            |
| Пісняр-лісовик жовтогузий           |                 | Setophaga coronata | (Linnaeus, 1766) | LC          | Залітний з Америки. Спостерігався один раз у Ругалані у 1996 році |            |

#### Родина Вівсянкові (Emberizidae)
| Українська назва                    | Норвезька назва | Латинська назва        | Автор таксона  | Статус МСОП | Поширення у Норвегії                                                                              | Зображення |
| Ряд: Горобцеподібні (Passeriformes) |                 |                        |                |             |                                                                                                   |            |
| Родина: Вівсянкові (Emberizidae)    |                 |                        |                |             |                                                                                                   |            |
| Вівсянка білоголова                 | Hvithodespurv   | Emberiza leucocephalos | Gmelin, 1771   | LC          | Залітний з Сибіру                                                                                 |            |
| Вівсянка звичайна                   | Gulspurv        | Emberiza citrinella    | Linnaeus, 1758 | LC          | Широко поширений                                                                                  |            |
| Вівсянка садова                     | Hortulan        | Emberiza hortulana     | Linnaeus, 1758 | LC          | Рідкісний, трапляється у Гедмарку. Норвезька популяція оцінюється у 110 особин (оцінка 2006 року) |            |
| Вівсянка-крихітка                   | Dvergspurv      | Emberiza pusilla       | Pallas, 1776   | LC          | Рідкісний, трапляється на півночі. Норвезька популяція оцінюється у 50 особин (оцінка 2006 року)  |            |
| Вівсянка-ремез                      | Vierspurv       | Emberiza rustica       | Pallas, 1776   | LC          | Зникаючий вид, поширений на сході країни, переважно у Гедмарку                                    |            |
| Вівсянка лучна                      | Sibirspurv      | Emberiza aureola       | Pallas, 1773   | LC          | Рідкісний залітний з Сибіру                                                                       |            |
| Вівсянка очеретяна                  | Sivspurv        | Emberiza schoeniclus   | Linnaeus, 1758 | LC          | Повсюдно                                                                                          |            |
| Вівсянка чорноголова                | Svarthodespurv  | Emberiza melanocephala | Scopoli, 1769  | LC          | Залітний з Південної Європи                                                                       |            |
| Просянка                            | Kornspurv       | Emberiza calandra      | Linnaeus, 1758 | LC          | Вважається зниклим у Норвегії                                                                     |            |
| Вівсянка сіра                       |                 | Emberiza cineracea     | Brehm, 1855    | LC          | Рідкісний залітний                                                                                |            |
| Вівсянка руда                       |                 | Emberiza rutila        | Pallas, 1776   | LC          | Рідкісний залітний з Сибіру                                                                       |            |
| Вівсянка рудоголова                 |                 | Emberiza bruniceps     | Brandt, 1841   | LC          | Рідкісний залітний з Сибіру                                                                       |            |
| Пасовка співоча                     | Sangspurv       | Melospiza melodia      | (Wilson, 1810) | LC          | Рідкісний залітний з Америки                                                                      |            |
| Юнко сірий                          | Vinterjunko     | Junco hyemalis         | Linnaeus, 1758 | LC          | Залітний з Америки                                                                                |            |

#### Родина Calcariidae
| Українська назва                    | Норвезька назва | Латинська назва       | Автор таксона  | Статус МСОП | Поширення у Норвегії                                                      | Зображення |
| Ряд: Горобцеподібні (Passeriformes) |                 |                       |                |             |                                                                           |            |
| Родина: Calcariidae                 |                 |                       |                |             |                                                                           |            |
| Подорожник лапландський             | Lappspurv       | Calcarius lapponicus  | Linnaeus, 1758 | LC          | У горах на сході Норвегії                                                 |            |
| Пуночка                             | Snøspurv        | Plectrophenax nivalis | Linnaeus, 1758 | LC          | На півночі Норвегії численний під час міграцій, гніздиться на Шпіцбергені |            |

#### Родина Кардиналові (Cardinalidae)
| Українська назва                    | Норвезька назва    | Латинська назва         | Автор таксона  | Статус МСОП | Поширення у Норвегії | Зображення |
| Ряд: Горобцеподібні (Passeriformes) |                    |                         |                |             |                      |            |
| Родина: Кардиналові (Cardinalidae)  |                    |                         |                |             |                      |            |
| Кардинал-довбоніс червоноволий      | Rosenbrysttykknebb | Pheucticus ludovicianus | Linnaeus, 1766 | LC          | Залітний з Америки   |            |
| Скригнатка синя                     |                    | Passerina caerulea      | Linnaeus, 1758 | LC          | Залітний з Америки   |            |
| Лускун                              | Sisselspurv        | Spiza americana         | (Gmelin, 1789) | LC          | Залітний з Америки   |            |

#### Родина Трупіалові (Icteridae)
| Українська назва                    | Норвезька назва | Латинська назва               | Автор таксона     | Статус МСОП | Поширення у Норвегії                                                              | Зображення |
| Ряд: Горобцеподібні (Passeriformes) |                 |                               |                   |             |                                                                                   |            |
| Родина: Трупіалові (Icteridae)      |                 |                               |                   |             |                                                                                   |            |
| Гоглу                               | Bobolink        | Dolichonyx oryzivorus         | Linnaeus, 1758    | LC          | Рідкісний залітний з Америки                                                      |            |
| Тордо жовтоголовий                  | Gulhodetrupial  | Xanthocephalus xanthocephalus | (Bonaparte, 1826) | LC          | Рідкісний залітний з Америки. у Норвегії спостерігався бродяжний птах у 1979 році |            |
|                                     | Brunhodetrupial | Molothrus ater                | (Boddaert, 1783)  | LC          | Рідкісний залітний з Америки. у Норвегії спостерігався бродяжний птах у 1979 році |            |
| Трупіал балтиморський               | Lundtrupial     | Icterus galbula               | (Linnaeus, 1758)  | LC          | Рідкісний залітний з Америки. у Норвегії спостерігався двічі у 1986 та 2015 роках |            |
| Трупіал золотощокий                 | Gullbryntrupial | Icterus bullockii             | (Swainson, 1827)  | LC          | Рідкісний залітний з Америки.                                                     |            |

#### Родина В'юркові (Fringillidae)
| Українська назва                    | Норвезька назва    | Латинська назва               | Автор таксона     | Статус МСОП | Поширення у Норвегії                                    | Зображення |
| Ряд: Горобцеподібні (Passeriformes) |                    |                               |                   |             |                                                         |            |
| Родина: В'юркові (Fringillidae)     |                    |                               |                   |             |                                                         |            |
| Зяблик                              | Bokfink            | Fringilla coelebs             | Linnaeus, 1758    | LC          | Повсюдно, крім крайньої півночі                         |            |
| В'юрок                              | Bjørkefink         | Fringilla montifringilla      | Linnaeus, 1758    | LC          | Повсюдно                                                |            |
| Смеречник                           | Konglebit          | Pinicola enucleator           | (Linnaeus, 1758)  | LC          | На півночі та сході країни                              |            |
| Чечевиця звичайна                   | Rosenfink          | Carpodacus erythrinus         | Pallas, 1770      | LC          | Широко поширений на півдні країни                       |            |
| Шишкар ялиновий                     | Grankorsnebb       | Loxia curvirostra             | Linnaeus, 1758    | LC          | Повсюдно у хвойних лісах                                |            |
| Шишкар сосновий                     | Furukorsnebb       | Loxia pytyopsittacus          | Borkhausen, 1793  | LC          | Повсюдно у хвойних лісах                                |            |
| Шишкар білокрилий                   | Båndkorsnebb       | Loxia leucoptera              | Gmelin, 1789}}    | LC          | Повсюдно у хвойних лісах                                |            |
| Зеленяк                             | Grønnfink          | Carduelis chloris             | Linnaeus, 1758    | LC          | Широко поширений                                        |            |
| Щиглик                              | Stillits           | Carduelis carduelis           | Linnaeus, 1758    | LC          | В районі Осло-фіорда на півдні країни                   |            |
| Чечітка звичайна                    | Gråsisik           | Carduelis flammea             | (Linnaeus, 1758)  | LC          | Широко поширений                                        |            |
| Чечітка біла                        | Polarsisik         | Carduelis hornemanni          | (Holböll, 1843)   | LC          | На півночі у тундрі                                     |            |
| Чиж                                 | Grønnsisik         | Spinus spinus                 | Linnaeus, 1758    | LC          | Широко поширений                                        |            |
| Коноплянка                          | Tornirisk          | Acanthis cannabina            | Linnaeus, 1758    | LC          | Фрагментарно                                            |            |
| Щедрик                              | Gulirisk           | Serinus serinus               | Linnaeus, 1766    | LC          | Вперше гніздування спостерігалося у 2010 році у Берумі. |            |
| Снігур                              | Dompap             | Pyrrhula pyrrhula             | Linnaeus, 1758    | LC          | Повсюдно                                                |            |
| Костогриз                           | Kernebider         | Coccothraustes coccothraustes | Linnaeus, 1758    | LC          | Досить поширений на півдні країни                       |            |
|                                     | Gulbrynkjernebiter | Coccothraustes vespertinus    | (W. Cooper, 1825) | LC          | Рідкісний залітний з Америки                            |            |

#### Родина Горобцеві (Passeridae)
| Українська назва                    | Норвезька назва | Латинська назва       | Автор таксона    | Статус МСОП | Поширення у Норвегії                  | Зображення |
| Ряд: Горобцеподібні (Passeriformes) |                 |                       |                  |             |                                       |            |
| Родина: Горобцеві (Passeridae)      |                 |                       |                  |             |                                       |            |
| Горобець хатній                     | Gråspurv        | Passer domesticus     | Linnaeus, 1758   | LC          | Широко поширений                      |            |
| Горобець польовий                   | Pilfink         | Passer montanus       | Linnaeus, 1758   | LC          | Поширений на півдні країни            |            |
| Горобець чорногрудий                | Middelhavsspurv | Passer hispaniolensis | (Temminck, 1820) | LC          | Рідкісний залітний з Південної Європи |            |